# Liste des matchs de l'équipe du Brésil de football par adversaire
Cette liste présente la liste des matchs de l'équipe du Brésil de football par adversaire rencontré. Lorsqu'une rivalité footballistique particulière existe entre le Brésil et un autre pays, une page spécifique est parfois proposée.
- Haut – A
- B
- C
- D
- E
- F
- G
- H
- I
- J
- K
- L
- M
- N
- O
- P
- Q
- R
- S
- T
- U
- V
- W
- X
- Y
- Z

## A

### Afrique du Sud
Confrontations entre l'Afrique du Sud et le Brésil :
| Date              | Lieu          | Match                   | Score | Compétition                                 |
| 24 avril 1996     | Johannesbourg | Afrique du Sud - Brésil | 2-3   | Match amical                                |
| 7 décembre 1997   | Johannesbourg | Afrique du Sud - Brésil | 1-2   | Match amical                                |
| 17 septembre 2000 | Sydney        | Afrique du Sud - Brésil | 3-1   | Jeux olympiques d'été Sydney 2000           |
| 25 juin 2009      | Johannesbourg | Brésil - Afrique du Sud | 1-0   | Coupe des confédérations 2009 (demi-finale) |
| 7 septembre 2012  | São Paulo     | Brésil- Afrique du Sud  | 1-0   | Match amical                                |
| 5 mars 2014       | Johannesbourg | Afrique du Sud - Brésil | 0-5   | Match amical                                |

Bilan
- Total de matchs disputés : 6
- Victoires de l'équipe d'Afrique du Sud : 1
- Victoires de l'équipe du Brésil : 5
- Matchs nuls : 0

### Algérie
Confrontations entre le Brésil et l'Algérie :
| Date         | Lieu        | Match            | Score | Compétition                    |
| 17 juin 1965 | Oran        | Algérie - Brésil | 0-3   | Match amical                   |
| 3 juin 1973  | Alger       | Algérie - Brésil | 0-2   | Match amical                   |
| 6 juin 1986  | Guadalajara | Brésil - Algérie | 1-0   | Coupe du monde 1986 (Groupe D) |
| 22 août 2007 | Montpellier | Brésil - Algérie | 2-0   | Match amical                   |

Bilan
- Total de matchs disputés : 4
- Victoires de l'équipe du Brésil : 4
- Victoires de l'équipe d'Algérie : 0
- Matchs nuls : 0

### Allemagne
Confrontations entre l'Allemagne et le Brésil :
| Date             | Lieu                              | Match              | Score         | Compétition                                |
| 5 mai 1963       | Hambourg Allemagne de l'Ouest     | RFA - Brésil       | 1-2           | Match amical                               |
| 6 mai 1965       | Rio de Janeiro Brésil             | Brésil - RFA       | 2-0           | Match amical                               |
| 16 juin 1968     | Stuttgart Allemagne de l'Ouest    | RFA - Brésil       | 2-1           | Match amical                               |
| 14 décembre 1968 | Rio de Janeiro Brésil             | Brésil - RFA       | 2-2           | Match amical                               |
| 16 juin 1973     | Berlin-Ouest Allemagne de l'Ouest | RFA - Brésil       | 0-1           | Match amical                               |
| 12 juin 1977     | Rio de Janeiro Brésil             | Brésil - RFA       | 1-1           | Match amical                               |
| 5 avril 1978     | Hambourg Allemagne de l'Ouest     | RFA - Brésil       | 0-1           | Match amical                               |
| 7 janvier 1981   | Montevideo Uruguay                | RFA - Brésil       | 1-4           | Mundialito (Groupe B)                      |
| 19 mai 1981      | Stuttgart Allemagne de l'Ouest    | RFA - Brésil       | 1-2           | Match amical                               |
| 21 mars 1982     | Rio de Janeiro Brésil             | Brésil - RFA       | 1-0           | Match amical                               |
| 12 mars 1986     | Francfort-sur-le-Main             | RFA - Brésil       | 2-0           | Match amical                               |
| 12 décembre 1987 | Brasilia                          | Brésil - RFA       | 1-1           | Match amical                               |
| 16 décembre 1992 | Porto Alegre Brésil               | Brésil - Allemagne | 3-1           | Match amical                               |
| 10 juin 1993     | Washington                        | Brésil - Allemagne | 3-3           | Match amical                               |
| 17 novembre 1993 | Cologne Allemagne                 | Allemagne - Brésil | 2-1           | Match amical                               |
| 25 mars 1998     | Stuttgart Allemagne               | Allemagne - Brésil | 1-2           | Match amical                               |
| 24 juillet 1999  | Guadalajara Mexique               | Brésil - Allemagne | 4-0           | Coupe des confédérations 1999 (Groupe A)   |
| 30 juin 2002     | Yokohama Japon                    | Allemagne - Brésil | 0-2           | Coupe du monde 2002 (Finale)               |
| 8 septembre 2004 | Berlin Allemagne                  | Allemagne - Brésil | 1-1           | Match amical                               |
| 25 juin 2005     | Nuremberg Allemagne               | Allemagne - Brésil | 2-3           | Coupe des confédérations 2005 (1/2 finale) |
| 10 août 2011     | Stuttgart Allemagne               | Allemagne - Brésil | 3-2           | Match amical                               |
| 8 juillet 2014   | Belo Horizonte Brésil             | Allemagne - Brésil | 7-1           | Coupe du monde 2014 (1/2 finale)           |
| 20 août 2016     | Rio de Janeiro                    | Brésil-Allemagne   | 1-1 (tab 5-4) | Jeux olympiques de Rio 2016 (Finale)       |
| 27 mars 2018     | Berlin                            | Allemagne - Brésil | 0-1           | Match Amical                               |

Bilan
- Total de matchs disputés : 24
- Victoires de l'équipe d'Allemagne : 5
- Victoires de l'équipe du Brésil : 14
- Matchs nuls : 5

### Allemagne de l'Est
Confrontations entre l'équipe d'Allemagne de l'Est de football et l'équipe du Brésil de football.
| Date            | Lieu           | Match        | Score | Compétition                                  |
| 26 juin 1974    | Hanovre        | Brésil - RDA | 1-0   | Coupe du monde de football de 1974 (2d tour) |
| 26 janvier 1982 | Natal          | Brésil - RDA | 3-1   | Match amical                                 |
| 8 avril 1986    | Goiânia        | Brésil - RDA | 3-0   | Match amical                                 |
| 13 mai 1990     | Rio de Janeiro | Brésil - RDA | 3-3   | Match amical                                 |

Bilan
- Total de matchs disputés : 4
- Victoires de la RDA : 0
- Victoires du Brésil : 3
- Matchs nuls : 1

### Andorre
| Date        | Lieu              | Match            | Score | Compétition  |
| 3 juin 1998 | Saint-Ouen France | Andorre - Brésil | 0 - 3 | Match amical |

Bilan
- Total de matchs disputés : 1
- Victoires de l'équipe d'Andorre : 0
- Victoires de l'équipe du Brésil : 1
- Match nul : 0

### Angleterre
En coupe du monde de football, les matchs Angleterre-Brésil portent chance aux "Auriverde". On peut en effet remarquer que le Brésil a toujours gagné la coupe du monde après avoir rencontré l'Angleterre lors de la compétition. En 1958, les deux équipes faisaient match nul 0-0 au premier tour. En quart de finale en 1962, la Seleçao l'emportait 3-1. En 1970, les "cariocas" l'emportaient encore 1-0 au premier tour puis enfin en 2002 les Brésiliens remportaient leur quart de finale 2-1 face aux Anglais.
Confrontations entre l'équipe d'Angleterre de football et l'équipe du Brésil de football :
| Date             | Lieu           | Match               | Score | Compétition                                     |
| 9 mai 1956       | Londres        | Angleterre - Brésil | 4-2   | Match amical                                    |
| 11 juin 1958     | Göteborg       | Brésil - Angleterre | 0-0   | Coupe du monde de football de 1958 (Groupe D)   |
| 13 mai 1959      | Rio de Janeiro | Brésil - Angleterre | 2-0   | Match amical                                    |
| 10 juin 1962     | Viña del Mar   | Brésil - Angleterre | 3-1   | Coupe du monde de football de 1962 (1/4 finale) |
| 8 mai 1963       | Londres        | Angleterre - Brésil | 1-1   | Match amical                                    |
| 30 mai 1964      | Rio de Janeiro | Brésil - Angleterre | 5-1   | Match amical                                    |
| 12 juin 1969     | Rio de Janeiro | Brésil - Angleterre | 2-1   | Match amical                                    |
| 7 juin 1970      | Guadalajara    | Brésil - Angleterre | 1-0   | coupe du monde de football de 1970 (Groupe C )  |
| 23 mai 1976      | Los Angeles    | Angleterre - Brésil | 0-1   | Match amical                                    |
| 8 juin 1977      | Rio de Janeiro | Brésil - Angleterre | 0-0   | Match amical                                    |
| 19 avril 1978    | Londres        | Angleterre - Brésil | 1-1   | Match amical                                    |
| 12 mai 1981      | Londres        | Angleterre - Brésil | 0-1   | Match amical                                    |
| 10 juin 1984     | Rio de Janeiro | Brésil - Angleterre | 0-2   | Match amical                                    |
| 19 mai 1987      | Londres        | Angleterre - Brésil | 1-1   | Match amical                                    |
| 28 mars 1990     | Londres        | Angleterre - Brésil | 1-0   | Match amical                                    |
| 17 mai 1992      | Londres        | Angleterre - Brésil | 1-1   | Match amical                                    |
| 13 juin 1993     | Washington     | Angleterre - Brésil | 1-1   | Match amical                                    |
| 11 juin 1995     | Londres        | Angleterre - Brésil | 1-3   | Match amical                                    |
| 10 juin 1997     | Paris          | Angleterre - Brésil | 0-1   | Tournoi de France                               |
| 27 mai 2000      | Londres        | Angleterre - Brésil | 1-1   | Match amical                                    |
| 21 juin 2002     | Shizuoka       | Angleterre - Brésil | 1-2   | Coupe du monde de football de 2002 (1/4 finale) |
| 21 juin 2007     | Londres        | Angleterre - Brésil | 1-1   | Match amical                                    |
| 14 novembre 2009 | Doha           | Brésil - Angleterre | 1-0   | Match amical                                    |
| 6 février 2013   | Londres        | Angleterre - Brésil | 2-1   | Match amical                                    |
| 2 juin 2013      | Rio de Janeiro | Brésil - Angleterre | 2-2   | Match amical                                    |
| 14 novembre 2017 | Londres        | Angleterre - Brésil | 0-0   | Match amical                                    |
| 23 mars 2024     | Londres        | Angleterre - Brésil | 0-1   | Match amical                                    |

Bilan
- Total de matchs disputés : 27
- Victoires de l'équipe d'Angleterre : 4
- Victoires de l'équipe du Brésil : 12
- Matchs nuls : 11

### Arabie saoudite
Confrontations entre l'Arabie saoudite et le Brésil :
| Date             | Lieu        | Match                    | Score | Compétition                                |
| 13 juillet 1988  | Melbourne   | Brésil - Arabie saoudite | 4-1   | Match amical                               |
| 12 décembre 1997 | Riyad       | Arabie saoudite - Brésil | 0-3   | Coupe des confédérations 1997 (Groupe A)   |
| 1er août 1999    | Guadalajara | Arabie saoudite - Brésil | 2-8   | Coupe des confédérations 1999 (1/2 finale) |
| 6 février 2002   | Riyad       | Arabie saoudite - Brésil | 0-1   | Match amical                               |
| 12 octobre 2018  | Riyad       | Arabie saoudite - Brésil | 0-2   | Match amical                               |

#### Bilan
- Total de matchs disputés : 5
- Victoires de l'équipe d'Arabie saoudite : 0
- Victoires de l'équipe du Brésil : 5
- Matchs nuls : 0

### Australie
Confrontations entre l'Australie et le Brésil :
| Date             | Lieu                  | Match              | Score | Compétition                                            |
| 7 juillet 1988   | Melbourne Australie   | Australie - Brésil | 0-1   | Match amical                                           |
| 17 juillet 1988  | Sydney Australie      | Australie - Brésil | 0-2   | Match amical                                           |
| 14 décembre 1997 | Riyad Arabie saoudite | Australie - Brésil | 0-0   | Coupe des confédérations 1997 (poule A)                |
| 21 décembre 1997 | Riyad Arabie saoudite | Brésil - Australie | 6-0   | Coupe des confédérations 1997 (finale)                 |
| 9 juin 2001      | Ulsan Corée du Sud    | Australie - Brésil | 1-0   | Coupe des confédérations 2001 (match pour la 3e place) |
| 18 juin 2006     | Munich Allemagne      | Brésil - Australie | 2-0   | Coupe du monde 2006 (groupe F)                         |
| 7 septembre 2013 | Brasilia Brésil       | Brésil - Australie | 6-0   | Match amical                                           |

Bilan
- Total de matchs disputés : 7
- Victoires de l'équipe d'Australie : 1
- Victoires de l'équipe du Brésil : 5
- Match nul : 1

### Autriche
Confrontations entre l'équipe d'Autriche de football et l'équipe du Brésil de football en matchs officiels :
| Date             | Lieu           | Match             | Score | Compétition                    |
| 15 avril 1956    | Vienne         | Autriche - Brésil | 2-3   | Match amical                   |
| 8 juin 1958      | Uddevalla      | Brésil - Autriche | 3-0   | Coupe du monde 1958 (Groupe D) |
| 29 avril 1970    | Rio de Janeiro | Brésil - Autriche | 1-0   | Match amical                   |
| 11 juillet 1971  | São Paulo      | Brésil - Autriche | 1-1   | Match amical                   |
| 13 juin 1973     | Vienne         | Autriche - Brésil | 1-1   | Match amical                   |
| 1er mai 1974     | São Paulo      | Brésil - Autriche | 0-0   | Match amical                   |
| 11 juin 1978     | Mar del Plata  | Brésil - Autriche | 1-0   | Coupe du monde 1978 (Groupe 3) |
| 3 août 1988      | Vienne         | Autriche - Brésil | 0-2   | Match amical                   |
| 18 novembre 2014 | Vienne         | Autriche - Brésil | 1-2   | Match amical                   |
| 10 juin 2018     | Vienne         | Autriche - Brésil | 0-3   | Match amical                   |

Bilan partiel
- Total de matchs disputés : 10
- Victoires de l'équipe d'Autriche : 0
- Victoires de l'équipe du Brésil : 7
- Matchs nuls : 3

## B

### Belgique
Confrontations entre l'équipe de Belgique de football et l'équipe du Brésil de football en matchs officiels :
| Date            | Lieu           | Match             | Score | Compétition                          |
| 24 avril 1963   | Bruxelles      | Belgique - Brésil | 5-1   | Match amical [1]                     |
| 2 juin 1965     | Rio de Janeiro | Brésil - Belgique | 5-0   | Match amical                         |
| 12 octobre 1988 | Anvers         | Belgique - Brésil | 1-2   | Match amical                         |
| 17 juin 2002    | Kobe           | Brésil - Belgique | 2-0   | Coupe du monde 2002 (1/8 finale) [2] |
| 7 juillet 2018  | Kazan          | Brésil - Belgique | 1-2   | Coupe du monde 2018 (1/4 finale) [2] |

Bilan partiel
- Total de matchs disputés : 5
- Victoires de l'équipe de Belgique : 2
- Victoires de l'équipe du Brésil : 3
- Matchs nuls : 0

### Bolivie
Cet article présente les confrontations entre le Brésil et la Bolivie. Le Brésil mène largement face à son homologue bolivien. Les Brésiliens ont d'ailleurs remportés plusieurs victoires sur de large score : 10-1 en 1949, 8-0 en 1977. La première rencontre entre les deux équipes eu lieu le 20 juillet 1930 à l'occasion de la première Coupe du monde de football joué en Uruguay. Les deux équipes se sont affrontées une fois en finale de la Copa América : en 1997. La Bolivie qui était le pays hôte s'inclina trois buts à un. 
| Date              | Lieu                    | Match            | Score | Compétition                                |
| 20 juillet 1930   | Montevideo              | Brésil - Bolivie | 4-0   | Coupe du monde 1930 (Groupe B)             |
| 28 janvier 1945   | Santiago                | Brésil - Bolivie | 2-0   | Copa América 1945                          |
| 16 janvier 1946   | Buenos Aires            | Brésil - Bolivie | 3-0   | Copa América 1946                          |
| 10 avril 1949     | São Paulo               | Brésil - Bolivie | 10-1  | Copa América 1949                          |
| 1er mars 1953     | Lima                    | Brésil - Bolivie | 8-1   | Copa América 1953                          |
| 21 mars 1959      | Buenos Aires            | Brésil - Bolivie | 4-2   | Copa América 1959 (Argentine)              |
| 31 mars 1963      | Cochabamba              | Bolivie - Brésil | 5-4   | Copa América 1963                          |
| 27 mai 1973       | Rio de Janeiro          | Brésil - Bolivie | 5-0   | Amical                                     |
| 14 juillet 1977   | Cali                    | Brésil - Bolivie | 8-0   | Qualification Coupe du monde 1978          |
| 26 juillet 1979   | La Paz                  | Bolivie - Brésil | 2-1   | Copa América 1979                          |
| 16 août 1979      | São Paulo               | Brésil - Bolivie | 2-0   | Copa América 1979                          |
| 22 février 1981   | La Paz                  | Bolivie - Brésil | 1-2   | Qualification Coupe du monde 1982          |
| 22 mars 1981      | Rio de Janeiro          | Brésil - Bolivie | 3-1   | Qualification Coupe du monde 1982          |
| 2 juin 1985       | Santa Cruz de la Sierra | Bolivie - Brésil | 0-2   | Qualification Coupe du monde 1986          |
| 30 juin 1985      | São Paulo               | Brésil - Bolivie | 1-1   | Qualification Coupe du monde 1986          |
| 9 juillet 1991    | Viña del Mar            | Brésil - Bolivie | 2-1   | Copa América 1991                          |
| 25 juillet 1993   | La Paz                  | Bolivie - Brésil | 2-0   | Qualification Coupe du monde 1994          |
| 29 août 1993      | Recife                  | Brésil - Bolivie | 6-0   | Qualification Coupe du monde 1994          |
| 29 juin 1997      | La Paz                  | Bolivie - Brésil | 1-3   | Copa América 1997                          |
| 3 septembre 2000  | Rio de Janeiro          | Brésil - Bolivie | 5-0   | Qualification Coupe du monde 2002          |
| 7 novembre 2001   | La Paz                  | Bolivie - Brésil | 3-1   | Qualification Coupe du monde 2002          |
| 31 janvier 2002   | Goiânia                 | Brésil - Bolivie | 6-0   | Amical                                     |
| 5 septembre 2004  | São Paulo               | Brésil - Bolivie | 3-1   | Qualification Coupe du monde 2006          |
| 9 octobre 2005    | La Paz                  | Bolivie - Brésil | 1-1   | Qualification Coupe du monde 2006          |
| 10 septembre 2008 | Rio de Janeiro          | Brésil - Bolivie | 0-0   | Qualification coupe du monde 2010          |
| 11 octobre 2009   | La Paz                  | Bolivie - Brésil | 2-1   | Qualification coupe du monde 2010          |
| 6 avril 2013      | Santa Cruz de la Sierra | Bolivie - Brésil | 0-4   | Match amical                               |
| 7 octobre 2016    | Natal                   | Brésil- Bolivie  | 5-0   | Qualification Coupe du monde 2018          |
| 5 octobre 2017    | La Paz                  | Bolivie - Brésil | 0-0   | Qualification Coupe du monde 2018          |
| 14 juin 2019      | São Paulo               | Brésil - Bolivie | 3-0   | Copa América 2019 (gr. A)                  |
| 9 octobre 2020    | São Paulo               | Brésil - Bolivie | 5-0   | Éliminatoires FIFA 2022                    |
| 29 mars 2022      | La Paz                  | Bolivié - Brésil | 0-4   | Éliminatoires FIFA 2022                    |
| 8 septembre 2023  | Belém                   | Brésil - Bolivie | 5-1   | Qualifications pour la Coupe du monde 2026 |
| 14 Septembre 2025 | La Paz                  | Bolivié - Brésil |       | Qualifications pour la Coupe du monde 2026 |

#### Bilan
Au 14 septembre 2023 :
- Total de matchs disputés : 33
- Victoires de l'équipe du Brésil : 24
- Victoires de l'équipe de Bolivie : 5
- Matchs nuls : 4

### Bosnie-Herzégovine
Confrontations entre la Bosnie-Herzégovine et le Brésil :
| Date             | Lieu       | Match                       | Score | Compétition  |
| 18 décembre 1996 | Manaus     | Brésil - Bosnie-Herzégovine | 1-0   | Match amical |
| 28 février 2012  | Saint-Gall | Bosnie-Herzégovine - Brésil | 1-2   | Match amical |

Bilan
- Total de matchs disputés : 2
- Victoires de l'équipe de Bosnie-Herzégovine : 0
- Victoires de l'équipe du Brésil : 2
- Match nul : 0

### Bulgarie
Confrontations entre le Brésil et la Bulgarie :
| Date            | Lieu           | Match             | Score | Compétition                    |
| 14 mai 1958     | Rio de Janeiro | Brésil - Bulgarie | 4-0   | Match amical                   |
| 18 mai 1958     | São Paulo      | Brésil - Bulgarie | 3-1   | Match amical                   |
| 12 juillet 1966 | Liverpool      | Brésil - Bulgarie | 2-0   | Coupe du monde 1966 (Groupe C) |
| 14 avril 1974   | Rio de Janeiro | Brésil - Bulgarie | 1-0   | Match amical                   |
| 23 janvier 1977 | São Paulo      | Brésil - Bulgarie | 1-0   | Match amical                   |
| 28 octobre 1981 | Porto Alegre   | Brésil - Bulgarie | 3-0   | Match amical                   |
| 5 mai 1990      | Campinas       | Brésil - Bulgarie | 2-1   | Match amical                   |
| 28 mai 1991     | Uberlândia     | Brésil - Bulgarie | 3-0   | Match amical                   |

Bilan
- Total de matchs disputés : 8
- Victoires de l'équipe du Brésil : 8
- Victoires de l'équipe de Bulgarie : 0
- Match nul : 0

## C

### Cameroun
Confrontations entre le Brésil et le Cameroun en matchs officiels :
| Date             | Lieu          | Match             | Score | Compétition                              |
| ---------------- | ------------- | ----------------- | ----- | ---------------------------------------- |
| 24 juin 1994     | Palo Alto     | Brésil - Cameroun | 3-0   | Coupe du monde 1994 (Groupe B)           |
| 13 novembre 1996 | Curitiba      | Brésil - Cameroun | 2-0   | Match amical                             |
| 31 mai 2001      | Ibaraki       | Brésil - Cameroun | 2-0   | Coupe des confédérations 2001 (Groupe B) |
| 19 juin 2003     | Saint-Denis   | Brésil - Cameroun | 0-1   | Coupe des confédérations 2003 (Groupe B) |
| 23 juin 2014     | Brasilia      | Brésil - Cameroun | 4-1   | Coupe du monde 2014                      |
| 20 novembre 2018 | Milton Keynes | Brésil - Cameroun | 1-0   | Match amical                             |
| 2 décembre 2022  | Lusail        | Cameroun - Brésil | 1-0   | Coupe du monde de football 2022          |

#### Bilan
Au 3 décembre 2022 :
- Total de matchs disputés : 7
- Victoire de l'équipe du Brésil : 5
- Victoire de l'équipe du Cameroun : 2
- Match nul : 0

### Canada
| Date            | Lieu        | Match           | Score | Compétition                              |
| 5 juin 1994     | Edmonton    | Canada - Brésil | 1 - 1 | Match amical                             |
| 12 janvier 1996 | Los Angeles | Brésil - Canada | 4 - 1 | Gold Cup 1996 (Groupe B)                 |
| 2 juin 2001     | Ibaraki     | Brésil - Canada | 0 - 0 | Coupe des confédérations 2001 (Groupe B) |
| 31 mai 2008     | Seattle     | Brésil - Canada | 3 - 2 | Match amical                             |

Bilan
- Total de matchs disputés : 4
- Victoire de l'équipe du Brésil : 2
- Victoire de l'équipe du Canada : 0
- Match nul : 2

### Chili

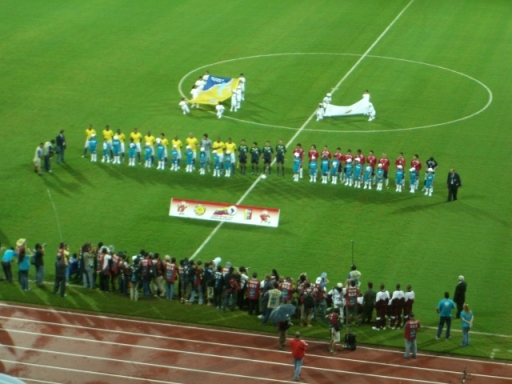
Brésil-Chili avant le quart de finale de la Copa América 2007.

Les confrontations en matchs officiels entre le Brésil et le Chili. 
Le premier match entre les deux équipes eu lieu en 1916 à l'occasion de la première Copa América. De 1955 à 1966 les deux pays s'opposent régulièrement lors de la Copa Bernado O'Higgins (Taça Bernardo O'Higgins en portugais). Cette compétition porte le nom de l'un des pères de la Patrie Chilienne. Le Chili obtient sa première victoire face au Brésil le 24 janvier 1956 lors de la Copa América. 
Le match du 3 septembre 1989 comptant pour les éliminatoires de la Coupe du monde 1990 reste dans les mémoires sous le nom de Maracanazo de la Selección Chilena (es). À la 67e minute, alors que le Chili est mené 1-0, le gardien de but Chili, Roberto Rojas, simule une blessure lorsqu'un fumigène lancé des tribunes tombe à quelques mètres de lui. Ses coéquipiers le transportent alors hors du terrain, en sang, et refusent de reprendre le match arguant du manque de sécurité. Quelques jours plus tard, la supercherie est démasquée par la vidéo. Il est établi que Rojas a prémédité l'incident. En effet il avait caché un scalpel dans son gant et s'était entaillé l'arcade à l'aide de cet objet dans le but de gagner la rencontre sur tapis vert. La FIFA donne alors le match gagné 2-0 sur tapis vert au Brésil et le Chili se voit exclu pour les éliminatoires de la coupe du monde 1994. Quant à Rojas, il est suspendu à vie. 
Afin de réconcilier les deux équipes, un tournoi amical, la Copa Texeira, est joué entre les deux équipes en 1990. Les deux nations se retrouvent à l'occasion de la Copa América 1991 organisé au Chili. Le Brésil s'impose 2-0.
Le Brésil a rencontré quatre fois le Chili en coupe du monde, dans les phases à élimination directe, et l'issue a toujours été favorable aux "Auriverde". La première fois, ce fut à la coupe du monde 1962 où le Brésil éliminait en demi-finale (4-2) une équipe du Chili évoluant chez elle. En 1998 en France, le Brésil se débarrassait du Chili en huitième de finale (4-1) tout comme en 2010 lors de la coupe du monde sud-africaine (3-0). Le choc fut beaucoup plus difficile en huitième de finale du mondial 2014, où le Brésil accueillait la compétition. À l'issue d'un match nul 1-1 dans le temps réglementaire, les Chiliens manquaient de peu d'éliminer le Brésil dans la dernière minute des prolongations mais la frappe de Pinilla échouait sur la barre transversale. Les Chiliens étaient éliminés juste après aux tirs au but.
Liste des confrontations
| Date              | Lieu            | Match          | Score             | Compétition                                         |
| 8 juillet 1916    | Buenos Aires    | Brésil - Chili | 1-1               | Copa América 1916                                   |
| 12 octobre 1917   | Montevideo      | Brésil - Chili | 5-0               | Copa América 1917                                   |
| 11 mai 1919       | Rio de Janeiro  | Brésil - Chili | 6-0               | Copa América 1919                                   |
| 11 septembre 1920 | Viña del Mar    | Chili - Brésil | 0-1               | Copa América 1920                                   |
| 17 septembre 1922 | Rio de Janeiro  | Brésil - Chili | 1-1               | Copa América 1922                                   |
| 3 janvier 1937    | Buenos Aires    | Brésil - Chili | 6-4               | Copa América 1937                                   |
| 14 janvier 1942   | Montevideo      | Brésil - Chili | 6-1               | Copa América 1942                                   |
| 28 février 1945   | Santiago        | Chili - Brésil | 0-1               | Copa América 1945                                   |
| 2 février 1946    | Buenos Aires    | Brésil - Chili | 5-1               | Copa América 1946                                   |
| 13 avril 1949     | São Paulo       | Brésil - Chili | 2-1               | Copa América 1949                                   |
| 20 avril 1952     | Santiago        | Chili - Brésil | 0-3               | Championnat Panaméricain de football 1952           |
| 23 mars 1953      | Lima            | Brésil - Chili | 3-2               | Copa América 1953                                   |
| 28 février 1954   | Santiago        | Chili - Brésil | 0-2               | Qualification CdM 1954                              |
| 14 mars 1954      | Rio de Janeiro  | Brésil - Chili | 1-0               | Qualification CdM 1954                              |
| 18 septembre 1955 | Rio de Janeiro  | Brésil - Chili | 1-1               | Copa Bernardo O'Higgins                             |
| 20 septembre 1955 | São Paulo       | Brésil - Chili | 2-1               | Copa Bernardo O'Higgins                             |
| 24 janvier 1956   | Montevideo      | Chili - Brésil | 4-1               | Copa América 1956                                   |
| 1er mars 1956     | Mexico          | Brésil - Chili | 2-1               | Championnat Panaméricain de football 1956           |
| 13 mars 1957      | Lima            | Brésil - Chili | 4-2               | Copa América 1957                                   |
| 15 septembre 1957 | Santiago        | Chili - Brésil | 1-0               | Copa Bernardo O'Higgins                             |
| 18 septembre 1957 | Santiago        | Chili - Brésil | 1-1 a.p           | Copa Bernardo O'Higgins                             |
| 15 mars 1959      | Buenos Aires    | Brésil - Chili | 3-0               | Copa América 1959 (Argentine)                       |
| 17 septembre 1959 | Rio de Janeiro  | Brésil - Chili | 7-0               | Copa Bernardo O'Higgins                             |
| 20 septembre 1959 | São Paulo       | Brésil - Chili | 1-0               | Copa Bernardo O'Higgins                             |
| 29 juin 1960      | Rio de Janeiro  | Brésil - Chili | 4-0               | Match amical                                        |
| 7 mai 1961        | Santiago        | Chili - Brésil | 1-2               | Copa Bernardo O'Higgins                             |
| 11 mai 1961       | Santiago        | Chili - Brésil | 0-1               | Copa Bernardo O'Higgins                             |
| 13 juin 1962      | Santiago        | Chili - Brésil | 2-4               | Coupe du monde 1962 (1/2 finale)                    |
| 17 avril 1966     | Santiago        | Chili - Brésil | 0-1               | Copa Bernardo O'Higgins                             |
| 20 avril 1966     | Viña del Mar    | Chili - Brésil | 2-1               | Copa Bernardo O'Higgins                             |
| 15 mai 1966       | São Paulo       | Brésil - Chili | 1-1               | Match amical                                        |
| 19 mai 1966       | Rio de Janeiro  | Brésil - Chili | 1-0               | Match amical                                        |
| 19 septembre 1967 | Santiago        | Chili - Brésil | 0-1               | Match amical                                        |
| 22 mars 1970      | São Paulo       | Brésil - Chili | 5-0               | Match amical                                        |
| 26 mars 1970      | Rio de Janeiro  | Brésil - Chili | 2-1               | Match amical                                        |
| 4 octobre 1970    | Santiago        | Chili - Brésil | 1-5               | Match amical                                        |
| 24 juin 1980      | Belo Horizonte  | Brésil - Chili | 2-1               | Match amical                                        |
| 14 mars 1981      | Ribeirão Preto  | Brésil - Chili | 2-1               | Match amical                                        |
| 26 août 1981      | Santiago        | Chili - Brésil | 0-0               | Match amical                                        |
| 28 avril 1983     | Rio de Janeiro  | Brésil - Chili | 3-2               | Match amical                                        |
| 28 juillet 1983   | Santiago        | Chili - Brésil | 0-0               | Match amical                                        |
| 21 mai 1985       | Santiago        | Chili - Brésil | 2-1               | Match amical                                        |
| 8 juin 1985       | Porto Alegre    | Brésil - Chili | 3-1               | Match amical                                        |
| 7 mai 1986        | Curitiba        | Brésil - Chili | 1-1               | Match amical                                        |
| 3 juillet 1987    | Córdoba         | Chili - Brésil | 4-0               | Copa América 1987                                   |
| 9 décembre 1987   | Uberlândia      | Brésil - Chili | 2-1               | Match amical                                        |
| 13 août 1989      | Santiago        | Chili - Brésil | 1-1               | Qualification CdM 1990                              |
| 3 septembre 1989  | Rio de Janeiro  | Brésil - Chili | 2-0 tapis vert    | Qualification CdM 1990                              |
| 17 octobre 1990   | Santiago        | Chili - Brésil | 0-0               | Copa Teixeira                                       |
| 8 novembre 1990   | Belém           | Brésil - Chili | 0-0               | Copa Teixeira                                       |
| 21 juillet 1991   | Santiago        | Chili - Brésil | 0-2               | Copa América 1991                                   |
| 21 juin 1993      | Cuenca          | Chili - Brésil | 3-2               | Copa América 1993                                   |
| 2 avril 1997      | Brasilia        | Brésil - Chili | 4-0               | Match amical                                        |
| 27 juin 1998      | Paris           | Brésil - Chili | 4-1               | Coupe du monde 1998 (1/8 finale)                    |
| 6 juillet 1999    | Ciudad del Este | Brésil - Chili | 1-0               | Copa América 1999                                   |
| 15 août 2000      | Santiago        | Chili - Brésil | 3-0               | Qualification CdM 2002                              |
| 7 octobre 2001    | Curitiba        | Brésil - Chili | 2-0               | Qualification CdM 2002                              |
| 6 juin 2004       | Santiago        | Chili - Brésil | 1-1               | Qualification CdM 2006                              |
| 8 juillet 2004    | Arequipa        | Brésil - Chili | 1-0               | Copa América 2004                                   |
| 4 septembre 2005  | Brasilia        | Brésil - Chili | 5-0               | Qualification CdM 2006                              |
| 24 mars 2007      | Göteborg        | Brésil - Chili | 4-0               | Match amical                                        |
| 1er juillet 2007  | Maturín         | Brésil - Chili | 3-0               | Copa América 2007 (1er tour)                        |
| 7 juillet 2007    | Puerto La Cruz  | Chili - Brésil | 1-6               | Copa América 2007 (1/4 finale)                      |
| 7 septembre 2008  | Santiago        | Chili - Brésil | 0-3               | Qualification CdM 2010                              |
| 9 septembre 2009  | Salvador        | Brésil - Chili | 4-2               | Qualification CdM 2010                              |
| 27 juin 2010      | Johannesbourg   | Brésil - Chili | 3-0               | Coupe du monde 2010 (1/8 finale)                    |
| 24 avril 2013     | Belo Horizonte  | Brésil - Chili | 2-2               | Match amical                                        |
| 19 novembre 2013  | Toronto         | Brésil - Chili | 2-1               | Match amical                                        |
| 28 juin 2014      | Belo Horizonte  | Brésil - Chili | 1-1 a.p (3-2 tab) | Coupe du monde 2014 (1/8 finale)                    |
| 29 mars 2015      | Londres         | Brésil - Chili | 1-0               | Match Amical                                        |
| 9 octobre 2015    | Ñuñoa           | Chili - Brésil | 2-0               | Qualification Coupe du monde 2018                   |
| 11 octobre 2017   | São Paulo       | Brésil - Chili | 3-0               | Qualification Coupe du monde 2018                   |
| 3 Juillet 2021    | Rio de Janeiro  | Brésil - Chili | 1-0               | Copa america 2021                                   |
| 2 Septembre 2021  | Macul           | Chili - Brésil | 0-1               | Éliminatoires de la Coupe du monde de football 2022 |
| 24 Mars 2022      | Rio de Janeiro  | Brésil - Chili | 4-0               | FIFA 2022 Q                                         |
| 10 Octobre 2024   | Ñuñoa           | Chili - Brésil | 1-2               | FIFA 2026 Q                                         |
| 8 Septembre 2025  | Recife          | Brésil - Chili |                   | FIFA 2026 Q                                         |

Bilan des confrontations
- Total de matchs disputés : 75
- Victoires de l'équipe du Brésil :
- Victoires de l'équipe du Chili :
- Match nul : 13

### Chine
Confrontations entre le Brésil et la Chine en matchs officiels :
| Date              | Lieu      | Match          | Score | Compétition                    |
| 8 juin 2002       | Seogwipo  | Brésil - Chine | 4-0   | Coupe du monde 2002 (Groupe C) |
| 12 février 2003   | Guangzhou | Brésil - Chine | 0-0   | Match amical                   |
| 10 septembre 2012 | Recife    | Brésil - Chine | 8-0   | Match amical                   |

Bilan partiel
- Total de matchs disputés : 3
- Victoire de l'équipe du Brésil : 2
- Victoire de l'équipe de Chine : 0
- Match nul : 1

### Colombie
Cet article présente les confrontations entre le Brésil et la Colombie. Le Brésil mène largement face à son homologue colombien.
| Date             | Lieu              | Match             | Score | Compétition                         |
| 21 janvier 1945  | Santiago          | Brésil - Colombie | 3-0   | Copa América 1945                   |
| 17 avril 1949    | São Paulo         | Brésil - Colombie | 5-0   | Copa América 1949                   |
| 24 mars 1957     | Lima              | Brésil - Colombie | 9-0   | Copa América 1957                   |
| 14 mars 1963     | La Paz            | Brésil - Colombie | 5-1   | Copa América 1963                   |
| 6 août 1969      | Bogota            | Colombie - Brésil | 0-2   | Qualifications CdM 1970             |
| 21 août 1969     | Rio de Janeiro    | Brésil - Colombie | 6-2   | Qualifications CdM 1970             |
| 20 février 1977  | Bogota            | Colombie - Brésil | 0-0   | Qualifications CdM 1978             |
| 9 mars 1977      | Rio de Janeiro    | Brésil - Colombie | 6-0   | Qualifications CdM 1978             |
| 1er février 1981 | Bogota            | Colombie - Brésil | 1-1   | Match amical                        |
| 25 avril 1985    | Belo Horizonte    | Brésil - Colombie | 2-1   | Match amical                        |
| 15 mai 1985      | Bogota            | Colombie - Brésil | 1-0   | Match amical                        |
| 7 juillet 1989   | Salvador de Bahia | Brésil - Colombie | 0-0   | Copa América 1989                   |
| 13 juillet 1991  | Viña del Mar      | Brésil - Colombie | 0-2   | Copa América 1991                   |
| 19 juillet 1991  | Santiago          | Brésil - Colombie | 2-0   | Copa América 1991                   |
| 13 juillet 1995  | Rivera            | Brésil - Colombie | 3-0   | Copa América 1995 ( Groupe B)       |
| 20 décembre 1995 | Manaus            | Brésil - Colombie | 3-1   | Match amical                        |
| 19 juin 1997     | Santa Cruz        | Brésil - Colombie | 2-0   | Copa América 1997 ( Groupe C)       |
| 28 mars 2000     | Bogota            | Colombie - Brésil | 0-0   | Qualifications CdM 2002             |
| 15 novembre 2000 | São Paulo         | Brésil - Colombie | 1-0   | Qualifications CdM 2002             |
| 9 juillet 2003   | Miami             | Colombie - Brésil | 0-2   | Gold Cup 2003                       |
| 7 septembre 2003 | Barranquilla      | Colombie - Brésil | 1-2   | Qualifications CdM 2006             |
| 13 octobre 2004  | Maceió            | Brésil - Colombie | 0-0   | Qualifications CdM 2006             |
| 14 octobre 2007  | Bogota            | Colombie - Brésil | 0-0   | Qualifications CdM 2010             |
| 15 octobre 2008  | Rio de Janeiro    | Brésil - Colombie | 0-0   | Qualifications CdM 2010             |
| 4 juillet 2014   | Fortaleza         | Brésil - Colombie | 2-1   | Coupe du monde 2014 (1/4 de finale) |
| 6 septembre 2014 | Miami             | Brésil - Colombie | 1-0   | Match amical                        |
| 18 juin 2015     | Macul             | Brésil - Colombie | 0-1   | Copa América 2015                   |
| 14 août 2016     | São Paulo         | Brésil - Colombie | 2-0   | Jeux olympiques de Rio 2016         |
| 7 septembre 2016 | Manaus            | Brésil - Colombie | 2-1   | Qualification Coupe du monde 2018   |
| 26 janvier 2017  | Rio de Janeiro    | Brésil - Colombie | 1-0   | Match amical                        |
| 5 septembre 2017 | Barranquilla      | Colombie - Brésil | 1-1   | Qualification Coupe du monde 2018   |
| 6 septembre 2019 | Miami             | Brésil - Colombie | 2-2   | Match amical                        |
| 24 juin 2021     | Rio d’i Janeiro   | Brésil - Colombie | 2-1   | Copa america 2021                   |
| 10 octobre 2021  | Barranquilla      | Colombie - Brésil | 0-0   | Éliminatoires FIFA 2022             |
| 11 novembre 2021 | São Paulo         | Brésil - Colombie | 1-0   | Éliminatoires FIFA 2022             |
| 16 novembre 2023 | Barranquilla      | Colombie - Brésil | 2-1   | Éliminatoires FIFA 2026             |
| 2 juillet 2024   | Santa Clara       | Brésil - Colombie | 1-1   | Copa America 2024 (Groupe D)        |
| 20 mars 2025     | São Paulo         | Brésil - Colombie | 2-1   | Éliminatoires FIFA 2026             |

Bilan
- Total de matchs disputés : 38
- Victoires de l'équipe du Brésil:
- Matchs nuls : 13
- Victoires de l'équipe de Colombie :

### Corée du Nord
| Date         | Lieu          | Match                  | Score | Compétition                    |
| 15 juin 2010 | Johannesbourg | Brésil - Corée du Nord | 2 - 1 | Coupe du monde 2010 (groupe G) |

Bilan
- Total de matchs disputés : 1
- Victoires de l'équipe du Brésil : 1
- Victoires de la Corée du Nord : 0
- Match nul : 0

### Corée du Sud
Confrontations entre le Brésil et la Corée du Sud :
| Date             | Lieu  | Match                 | Score | Compétition                                           |
| 12 août 1995     | Suwon | Corée du Sud - Brésil | 0-1   | Match amical                                          |
| 10 août 1997     | Séoul | Corée du Sud - Brésil | 1-2   | Match amical                                          |
| 28 mars 1999     | Séoul | Corée du Sud - Brésil | 1-0   | Match amical                                          |
| 20 novembre 2002 | Séoul | Corée du Sud - Brésil | 2-3   | Match amical                                          |
| 12 octobre 2013  | Séoul | Corée du Sud - Brésil | 0-2   | Match amical                                          |
| 5 Décembre 2022  | Doha  | Brésil - Corée du Sud | 4-1   | Coupe du monde de football 2022 (Huitièmes de finale) |

Bilan
- Total de matchs disputés : 6
- Victoires de l'équipe du Brésil : 5
- Victoires de la Corée du Sud : 1
- Match nul : 0

### Costa Rica
Confrontations entre le Brésil et le Costa Rica en matchs officiels :
| Date              | Lieu              | Match               | Score | Compétition                    |
| 13 mars 1956      | Mexico            | Brésil - Costa Rica | 7-1   | Match amical                   |
| 10 mars 1960      | San José          | Costa Rica - Brésil | 3-0   | Match amical                   |
| 17 mars 1960      | San José          | Costa Rica - Brésil | 0-4   | Match amical                   |
| 16 juin 1990      | Turin             | Brésil - Costa Rica | 1-0   | Coupe du monde 1990 (Groupe C) |
| 23 septembre 1992 | Paranavaí         | Brésil - Costa Rica | 4-2   | Match amical                   |
| 13 juin 1997      | Santa Cruz        | Brésil - Costa Rica | 5-0   | Copa América 1997 (groupe C)   |
| 13 juin 2002      | Suwon             | Costa Rica - Brésil | 2-5   | Coupe du monde 2002 (Groupe C) |
| 11 juillet 2004   | Arequipa          | Brésil - Costa Rica | 4-1   | Copa América 2004 (groupe C)   |
| 7 octobre 2011    | San José          | Costa Rica - Brésil | 0-1   | Match amical                   |
| 5 septembre 2015  | Harrison          | Brésil - Costa Rica | 1-0   | Match amical                   |
| 22 juin 2018      | Saint-Pétersbourg | Brésil - Costa Rica | 2-0   | Coupe du monde 2018 (Groupe E) |
| 24 juin 2024      | Los Angeles       | Brésil - Costa Rica | 0-0   | Copa América 2024 (groupe D)   |

Bilan partiel
- Total de matchs disputés : 12
- Victoire de l'équipe du Brésil : 10
- Victoire de l'équipe du Costa Rica : 1
- Match nul : 1

### Côte d'Ivoire
| Date         | Lieu          | Match                  | Score | Compétition                    |
| 20 juin 2010 | Johannesbourg | Brésil - Côte d'Ivoire | 3 - 1 | Coupe du monde 2010 (groupe G) |

Bilan
- Total de matchs disputés : 1
- Victoires de l'équipe du Brésil : 1
- Victoires de l'équipe de Côte d'Ivoire : 0
- Match nul : 0

### Croatie
Confrontations entre le Brésil et la Croatie :
| Date            | Lieu      | Match            | Score    | Compétition                             |
| 17 août 2005    | Split     | Croatie - Brésil | 1-1      | Match amical                            |
| 13 juin 2006    | Berlin    | Brésil - Croatie | 1-0      | Coupe du monde 2006 (Groupe F)          |
| 12 juin 2014    | São Paulo | Brésil - Croatie | 3-1      | Coupe du monde 2014 (match d'ouverture) |
| 9 Décembre 2022 | Al Rayyan | Croatie - Brésil | 1-1(4-2) | Coupe du monde 2022 (Quarter-final)     |

Bilan
- Total de matchs disputés : 4
- Victoires de l'équipe du Brésil : 2
- Victoires de l'équipe de Croatie : 0
- Matchs nuls : 2

## D

### Danemark
Confrontations entre le Brésil et le Danemark en matchs officiels :
| Date           | Lieu       | Match             | Score | Compétition                      |
| 18 juin 1989   | Copenhague | Danemark - Brésil | 4-0   | Match amical                     |
| 3 juillet 1998 | Nantes     | Brésil - Danemark | 3-2   | Coupe du monde 1998 (1/4 finale) |
| 26 mai 2012    | Hambourg   | Danemark - Brésil | 1-3   | Match amical                     |
| 10 août 2016   | Salvador   | Danemark - Brésil | 0-4   | Jeux olympiques de Rio 2016      |

Bilan partiel
- Total de matchs disputés : 4
- Victoire de l'équipe du Brésil : 3
- Victoire de l'équipe du Danemark : 1
- Match nul : 0

## E

### Écosse
De 1974 à 1998, l'Écosse et le Brésil se sont rencontrés tous les huit ans en coupe du monde et le bilan est favorable au Brésil avec trois victoires et un nul. En 1974, les deux équipes se neutralisaient au premier tour (0-0). Les deux équipes se retrouvaient encore au premier tour en 1982 avec un succès brésilien (4-1) et en 1990 avec une autre victoire brésilienne (1-0). Enfin, le Brésil remportait le match d'ouverture de la coupe du monde 1998 face aux Écossais (2-1).
Confrontations entre le Brésil et l'Écosse :
| Date           | Lieu                  | Match           | Score | Compétition                                        |
| 25 juin 1966   | Glasgow               | Écosse - Brésil | 1-1   | Match amical                                       |
| 5 juillet 1972 | Rio de Janeiro        | Brésil - Écosse | 1-0   | Coupe de l'Indépendance du Brésil (Groupe A)       |
| 30 juin 1973   | Glasgow               | Écosse - Brésil | 0-1   | Match amical                                       |
| 18 juin 1974   | Francfort-sur-le-Main | Brésil - Écosse | 0-0   | Coupe du monde 1974 (Groupe 2)                     |
| 23 juin 1977   | Rio de Janeiro        | Brésil - Écosse | 2-0   | Match amical                                       |
| 18 juin 1982   | Séville               | Brésil - Écosse | 4-1   | Coupe du monde 1982 (Groupe 6)                     |
| 26 mai 1987    | Glasgow               | Écosse - Brésil | 0-2   | Match amical                                       |
| 20 juin 1990   | Turin                 | Brésil - Écosse | 1-0   | Coupe du monde 1990 (Groupe C)                     |
| 10 juin 1998   | Saint-Denis           | Brésil - Écosse | 2-1   | Coupe du monde 1998 (Groupe A) (match d'ouverture) |
| 27 mars 2011   | Londres               | Brésil - Écosse | 2-0   | Match amical                                       |

Bilan
- Total de matchs disputés : 10
- Victoire de l'équipe du Brésil : 8
- Victoire de l'équipe d'Écosse : 0
- Match nul : 2

### Égypte
Confrontations entre le Brésil et l'Égypte :
| Date             | Lieu         | Match           | Score | Compétition                              |
| 29 avril 1960    | Le Caire     | Égypte - Brésil | 0-5   | Match amical                             |
| 1er mai 1960     | Alexandrie   | Égypte - Brésil | 1-3   | Match amical                             |
| 6 juin 1960      | Le Caire     | Égypte - Brésil | 0-3   | Match amical                             |
| 17 mai 1963      | Le Caire     | Égypte - Brésil | 0-1   | Match amical                             |
| 15 juin 2009     | Bloemfontein | Brésil - Égypte | 4-3   | Coupe des confédérations 2009 (Groupe B) |
| 14 novembre 2011 | Doha         | Égypte - Brésil | 0-2   | Match amical                             |

Bilan
- Total de matchs disputés : 6
- Victoire de l'équipe du Brésil : 6
- Victoire de l'équipe d'Égypte : 0
- Match nul : 0

### Émirats arabes unis
| Date             | Lieu      | Match                        | Score | Compétition  |
| 12 novembre 2005 | Abu Dhabi | Émirats arabes unis - Brésil | 0 - 8 | Match amical |

Bilan
- Total de matchs disputés : 1
- Victoires de l'équipe du Brésil : 1
- Victoires de l'équipe des Émirats arabes unis : 0
- Match nul : 0

### Équateur
Confrontations entre le Brésil et l'Équateur :
| Date               | Lieu             | Match             | Score | Compétition                       |
| 31 janvier 1942    | Montevideo       | Brésil - Équateur | 5-1   | Copa América 1942                 |
| 21 février 1945    | Santiago         | Brésil - Équateur | 9-2   | Copa América 1945                 |
| 3 avril 1949       | Rio de Janeiro   | Brésil - Équateur | 9-1   | Copa América 1949                 |
| 12 mars 1953       | Lima             | Brésil - Équateur | 2-0   | Copa América 1953                 |
| 21 mars 1957       | Lima             | Brésil - Équateur | 7-1   | Copa América 1957                 |
| 19 décembre 1959   | Guayaquil        | Équateur - Brésil | 1-3   | Copa América 1959 (Argentine)     |
| 27 décembre 1959   | Guayaquil        | Équateur - Brésil | 1-2   | Match amical                      |
| 27 mars 1963       | Cochabamba       | Brésil - Équateur | 2-2   | Copa América 1963                 |
| 14 février 1981    | Quito            | Équateur - Brésil | 0-6   | Match amical                      |
| 17 août 1983       | Quito            | Équateur - Brésil | 0-1   | Copa América 1983                 |
| 1er septembre 1983 | Goiânia          | Brésil - Équateur | 5-0   | Copa América 1983                 |
| 21 juin 1987       | Florianópolis    | Brésil - Équateur | 4-1   | Match amical                      |
| 15 mars 1989       | Cuiabá           | Brésil - Équateur | 1-0   | Match amical                      |
| 15 juillet 1991    | Viña del Mar     | Brésil - Équateur | 3-1   | Copa América 1991                 |
| 18 juillet 1993    | Guayaquil        | Équateur - Brésil | 0-0   | Qualification CdM 1994            |
| 22 août 1993       | São Paulo        | Brésil - Équateur | 2-0   | Qualification CdM 1994            |
| 7 juillet 1995     | Rivera           | Brésil - Équateur | 1-0   | Copa América 1995                 |
| 10 septembre 1997  | Salvador         | Brésil - Équateur | 4-2   | Match amical                      |
| 14 octobre 1998    | Washington, D.C. | Brésil - Équateur | 5-1   | Match amical                      |
| 26 avril 2000      | São Paulo        | Brésil - Équateur | 3-2   | Qualification CdM 2002            |
| 28 mars 2001       | Quito            | Équateur - Brésil | 1-0   | Qualification CdM 2002            |
| 10 septembre 2003  | Manaus           | Brésil - Équateur | 1-0   | Qualification CdM 2006            |
| 17 novembre 2004   | Quito            | Équateur - Brésil | 1-0   | Qualification CdM 2006            |
| 10 octobre 2006    | Solna            | Brésil - Équateur | 2-1   | Match amical                      |
| 4 juillet 2007     | Puerto La Cruz   | Brésil - Équateur | 1-0   | Copa América 2007                 |
| 17 octobre 2007    | Rio de Janeiro   | Brésil - Équateur | 5-0   | Qualification CdM 2010            |
| 29 mars 2009       | Quito            | Équateur - Brésil | 1-1   | Qualification CdM 2010            |
| 13 juillet 2011    | Cordoba          | Brésil - Équateur | 4-2   | Copa América 2011                 |
| 10 septembre 2014  | Rutherford       | Brésil - Équateur | 1-0   | Match amical                      |
| 5 juin 2016        | Pasadena         | Brésil - Équateur | 0-0   | Copa América 2016                 |
| 1er septembre 2016 | Quito            | Équateur - Brésil | 0-3   | Qualification Coupe du monde 2018 |
| 1er septembre 2017 | Porto Alegre     | Brésil - Équateur | 2-0   | Qualification Coupe du monde 2018 |
| 4 juin 2021        | Porto Alegre     | Brésil - Équateur | 2-0   | Qualification Coupe du monde 2022 |
| 27 juin 2021       | Goiania          | Brésil - Équateur | 1-1   | Copa América 2021                 |
| 27 janvier 2022    | Quito            | Équateur - Brésil | 1-1   | Qualification Coupe du monde 2022 |
| 5 Septembre 2024   | Rio de Janeiro   | Brésil - Équateur | 1-0   | FIFA 2026 Q                       |
| 4 Juin 2025        | Quito            | Équateur - Brésil | 0-0   | FIFA 2026 Q                       |

Bilan
- Total de matchs disputés : 37
- Victoires de l'équipe du Brésil : 28
- Victoires de l'équipe d'Équateur : 2
- Matchs nuls : 7

### Espagne
| Date              | Lieu           | Match            | Score | Compétition                                       |
| 27 mai 1934       | Gênes          | Espagne - Brésil | 3-1   | Coupe du monde de football de 1934 (1/8 finale)   |
| 13 juillet 1950   | Rio de Janeiro | Brésil - Espagne | 6-1   | Coupe du monde de football de 1950 (Poule finale) |
| 6 juin 1962       | Viña del Mar   | Brésil - Espagne | 2-1   | Coupe du monde de football de 1962 (Groupe C)     |
| 7 juin 1978       | Mar del Plata  | Brésil - Espagne | 0-0   | Coupe du monde 1978 (Groupe C)                    |
| 8 juillet 1981    | Bahia          | Brésil - Espagne | 1-0   | Match amical                                      |
| 1er juin 1986     | Guadalajara    | Brésil - Espagne | 1-0   | Coupe du monde 1986 (Groupe D)                    |
| 12 septembre 1990 | Gijón          | Espagne - Brésil | 3-0   | Match amical                                      |
| 13 novembre 1999  | Vigo           | Espagne - Brésil | 0-0   | Match amical                                      |
| 30 juin 2013      | Maracanã       | Brésil - Espagne | 3-0   | Finale de la Coupe des confédérations de 2013     |
| 26 mars 2024      | Madrid         | Espagne - Brésil | 3-3   | Match amical                                      |

#### Bilan
- Total de matchs disputés : 10
- Victoires de l'équipe du Brésil : 5
- Victoires de l'équipe d'Espagne : 2
- Matchs nuls : 3

### Estonie
Confrontations entre le Brésil et l'Estonie :
| Date         | Lieu    | Match            | Score | Compétition  |
| 12 août 2009 | Tallinn | Estonie - Brésil | 0-1   | Match amical |

Bilan
- Total de matchs disputés : 1
- Victoires de l'équipe du Brésil : 1
- Victoires de l'équipe d'Estonie : 0
- Match nul : 0

### États-Unis
Confrontations entre le Brésil et les États-Unis en matchs officiels :
| Date             | Lieu            | Match               | Score | Compétition                              |
| 17 août 1930     | Rio de Janeiro  | Brésil - États-Unis | 4-3   | Match amical                             |
| 27 juillet 1976  | New Jersey      | États-Unis - Brésil | 0-2   | Match amical                             |
| 26 février 1992  | Fortaleza       | Brésil - États-Unis | 3-0   | Match amical                             |
| 2 août 1992      | Los Angeles     | États-Unis - Brésil | 0-1   | Match amical                             |
| 6 juin 1993      | New Haven       | États-Unis - Brésil | 0-2   | US Cup                                   |
| 4 juillet 1994   | Palo Alto       | États-Unis - Brésil | 0-1   | Coupe du monde 1994 (1/8 finale)         |
| 20 juillet 1995  | Maldonado       | États-Unis - Brésil | 0-1   | Copa América 1995                        |
| 18 juin 1996     | San Diego       | Brésil - États-Unis | 1-0   | Gold Cup 1996 (Groupe B)                 |
| 10 février 1998  | Los Angeles     | États-Unis - Brésil | 1-0   | Gold Cup 1998 (demi-finale)              |
| 28 juillet 1999  | Guadalajara     | Brésil - États-Unis | 1-0   | Coupe des confédérations 1999 (Groupe B) |
| 3 mars 2001      | Pasadena        | États-Unis - Brésil | 1-2   | Match amical                             |
| 21 juin 2003     | Lyon            | Brésil - États-Unis | 1-0   | Coupe des confédérations 2003 (Groupe B) |
| 23 juillet 2003  | Miami           | États-Unis - Brésil | 1-2   | Gold Cup 2003 (demi-finale)              |
| 9 septembre 2007 | Chicago         | États-Unis - Brésil | 2-4   | Match amical                             |
| 18 juin 2009     | Pretoria        | États-Unis - Brésil | 0-3   | Coupe des confédérations 2009 (Groupe B) |
| 28 juin 2009     | Johannesbourg   | États-Unis - Brésil | 2-3   | Coupe des confédérations 2009 (finale)   |
| 10 août 2010     | New Jersey      | États-Unis - Brésil | 0-2   | Match amical                             |
| 30 mai 2012      | Landover        | États-Unis - Brésil | 1-4   | Match amical                             |
| 9 septembre 2015 | Foxborough      | États-Unis - Brésil | 1-4   | Match amical                             |
| 7 septembre 2018 | East Rutherford | États-Unis - Brésil | 0-2   | Match amical                             |

#### Bilan
Au 17 octobre 2018 :
- Total de matchs disputés : 20
- Victoire de l'équipe du Brésil : 19
- Victoire de l'équipe des États-Unis : 1
- Match nul : 0

## F

### Finlande
Confrontations entre le Brésil et la Finlande :
| Date          | Lieu     | Match             | Score | Compétition  |
| 17 avril 1986 | Brasilia | Brésil - Finlande | 3-0   | Match amical |
| 28 mai 1987   | Helsinki | Finlande - Brésil | 2-3   | Match amical |
| 15 avril 1992 | Cuiabá   | Brésil - Finlande | 3-1   | Match amical |

Bilan
- Total de matchs disputés : 3
- Victoires de l'équipe du Brésil : 3
- Victoires de l'équipe de Finlande : 0
- Match nul : 0

### France
- Match de football Brésil - France (1958)
- Match de football France - Brésil (1986)
- Match de football France - Brésil (1998)
- Match de football Brésil – France (2006)

## G

### Gabon
Confrontations entre le Brésil et le Gabon :
| Date             | Lieu       | Match          | Score | Compétition  |
| 10 novembre 2011 | Libreville | Gabon - Brésil | 0-2   | Match amical |

Bilan
- Total de matchs disputés : 1
- Victoires de l'équipe du Brésil : 1
- Victoires de l'équipe du Gabon : 0
- Match nul : 0

### Ghana
Confrontations entre le Brésil et le Ghana :
| Date              | Lieu     | Match          | Score | Compétition                      |
| 27 juin 2006      | Dortmund | Brésil - Ghana | 3-0   | Coupe du monde 2006 (1/8 finale) |
| 27 mars 2007      | Solna    | Brésil - Ghana | 1-0   | Match amical                     |
| 5 septembre 2011  | Londres  | Brésil - Ghana | 1-0   | Match amical                     |
| 23 septembre 2022 | Le Havre | Brésil - Ghana | 3-0   | Match amical                     |

Bilan
- Total de matchs disputés : 4
- Victoires de l'équipe du Brésil : 4
- Victoires de l'équipe du Ghana : 0
- Match nul : 0

### Grèce
Voici la liste des confrontations entre l'équipe du Brésil de football et l'équipe de Grèce de football :
| Date          | Lieu           | Match          | Score | Compétition                              |
| 28 avril 1974 | Rio de Janeiro | Brésil - Grèce | 0-0   | Match amical                             |
| 16 juin 2005  | Leipzig        | Brésil - Grèce | 3-0   | Coupe des confédérations 2005 (groupe B) |

Bilan
- Total de matchs disputés : 2
- Victoires de l'équipe du Brésil : 1
- Victoires de l'équipe de Grèce : 0
- Match nul : 1

### Guatemala
Confrontations entre le Brésil et le Guatemala :
| Date           | Lieu      | Match              | Score | Compétition   |
| 5 février 1998 | Miami     | Brésil - Guatemala | 1-1   | Gold Cup 1998 |
| 27 avril 2005  | São Paulo | Brésil - Guatemala | 3-0   | Match amical  |

Bilan
- Total de matchs disputés : 2
- Victoires de l'équipe du Brésil : 1
- Victoires de l'équipe du Guatemala : 0
- Match nul : 1

### Guinée
Confrontations entre le Brésil et la Guinée : 
| Date         | Lieu      | Match           | Score | Compétition  |
| 17 juin 2023 | Barcelone | Brésil - Guinée | 4-1   | Match amical |

Bilan
- Total de matchs disputés : 1
- Victoires de l'équipe du Bresil : 1
- Victoires de la équipe de Guinée : 0
- Match nul : 0

## H

### Haïti
| Date          | Lieu           | Match          | Score | Compétition       |
| 21 avril 1974 | Brasilia       | Brésil - Haïti | 4 - 0 | Match amical      |
| 18 août 2004  | Port-au-Prince | Haïti - Brésil | 0 - 6 | Match amical      |
| 9 juin 2016   | Orlando        | Brésil - Haïti | 7 - 1 | Copa América 2016 |

Bilan
- Total de matchs disputés : 3
- Victoires de l'équipe du Brésil : 3
- Victoires de l'équipe d'Haïti : 0
- Match nul : 0

### Honduras
| Date             | Lieu         | Match             | Score | Compétition                         |
| 8 juin 1994      | San Diego    | Brésil - Honduras | 8-2   | Match amical                        |
| 29 mars 1995     | Goiânia      | Brésil - Honduras | 1-1   | Match amical                        |
| 14 janvier 1996  | Los Angeles  | Honduras - Brésil | 0-5   | Gold Cup 1996 (Groupe B)            |
| 23 juillet 2001  | Manizales    | Brésil - Honduras | 0-2   | Copa América 2001 (quart de finale) |
| 15 juillet 2003  | Mexico       | Honduras - Brésil | 1-2   | Gold Cup 2003 (Groupe A)            |
| 16 novembre 2013 | Miami        | Brésil - Honduras | 5-0   | Match amical                        |
| 10 juin 2015     | Porto Alegre | Brésil - Honduras | 1-0   | Match amical                        |
| 9 juin 2019      | Porto Alegre | Brésil - Honduras | 7-0   | Match amical                        |

#### Bilan
Au 14 juin 2019 :
- Total de matchs disputés : 8
- Victoires de l'équipe du Brésil : 6
- Victoires de l'équipe du Honduras : 1
- Match nul : 1

### Hong Kong
Confrontations entre le Brésil et Hong Kong :
| Date           | Lieu      | Match              | Score | Compétition  |
| 9 février 2005 | Hong Kong | Hong Kong - Brésil | 1-7   | Match amical |

Bilan
- Total de matchs disputés : 1
- Victoires de l'équipe du Brésil : 1
- Victoires de l'équipe de Hong Kong : 0
- Match nul : 0

### Hongrie
Confrontations en matchs officiels entre le Brésil et la Hongrie :
| Date             | Lieu           | Match            | Score | Compétition                      |
| 27 juin 1954     | Berne          | Brésil - Hongrie | 2-4   | Coupe du monde 1954 (1/4 finale) |
| 21 novembre 1965 | São Paulo      | Brésil - Hongrie | 5-3   | Match amical                     |
| 15 juillet 1966  | Liverpool      | Hongrie - Brésil | 3-1   | Coupe du monde 1966 (Groupe C)   |
| 21 juillet 1971  | Rio de Janeiro | Brésil - Hongrie | 0-0   | Match amical                     |
| 16 mars 1986     | Budapest       | Hongrie - Brésil | 3-0   | Match amical                     |
| 28 avril 2004    | Budapest       | Hongrie - Brésil | 1-4   | Match amical                     |

Bilan
- Total de matchs disputés : 6
- Victoires de l'équipe du Brésil : 2
- Victoires de l'équipe de Hongrie : 3
- Match nul : 1

## I

### Indonésie
Confrontations entre le Brésil et l'Indonésie :
| Date | Lieu    | Match              | Score | Compétition  |
| 1972 | Jakarta | Indonésie - Brésil | 1-2   | Match amical |

Bilan
- Total de matchs disputés : 1
- Victoires de l'équipe du Brésil : 1
- Victoires de l'équipe d'Indonésie : 0
- Match nul : 0

### Irak
Confrontations entre le Brésil et l'Irak :
| Date            | Lieu  | Match         | Score | Compétition  |
| 11 octobre 2012 | Malmö | Brésil - Irak | 6-0   | Match amical |

Bilan
- Total de matchs disputés : 1
- Victoires de l'équipe du Brésil : 1
- Victoires de l'équipe d'Irak : 0
- Match nul : 0

### Iran
Confrontations entre le Brésil et l'Iran :
| Date           | Lieu      | Match         | Score | Compétition  |
| 7 octobre 2010 | Abu Dhabi | Brésil - Iran | 3-0   | Match amical |

Bilan
- Total de matchs disputés : 1
- Victoires de l'équipe du Brésil : 1
- Victoires de l'équipe d'Iran : 0
- Match nul : 0

### Irlande
Confrontations entre le Brésil et l'Irlande :
| Date            | Lieu           | Match            | Score | Compétition  |
| 5 mai 1974      | Rio de Janeiro | Brésil - Irlande | 2-1   | Match amical |
| 27 mai 1982     | Uberlândia     | Brésil - Irlande | 7-0   | Match amical |
| 23 mai 1987     | Dublin         | Irlande - Brésil | 1-0   | Match amical |
| 18 février 2004 | Dublin         | Irlande - Brésil | 0-0   | Match amical |
| 6 février 2008  | Dublin         | Irlande - Brésil | 0-1   | Match amical |
| 2 mars 2010     | Londres        | Brésil - Irlande | 2-0   | Match amical |

Bilan
- Total de matchs disputés : 6
- Victoires de l'équipe du Brésil : 4
- Victoires de l'équipe d'Irlande : 1
- Match nul : 1

### Irlande du Nord
Confrontations entre le Brésil et l'Irlande du Nord en matchs officiels :
| Date         | Lieu        | Match                    | Score | Compétition                    |
| 12 juin 1986 | Guadalajara | Brésil - Irlande du Nord | 3-0   | Coupe du monde 1986 (Groupe D) |

Bilan partiel
- Total de matchs disputés : 1
- Victoires de l'équipe du Brésil : 1
- Matchs nuls : 0
- Victoires de l'équipe d'Irlande du Nord : 0

### Islande
Confrontations entre le Brésil et l'Islande :
| Date        | Lieu          | Match            | Score | Compétition  |
| 4 mai 1994  | Florianópolis | Brésil - Islande | 3-0   | Match amical |
| 7 mars 2002 | Cuiabá        | Brésil - Islande | 6-1   | Match amical |

Bilan
- Total de matchs disputés : 2
- Victoires de l'équipe du Brésil : 2
- Victoires de l'équipe d'Islande : 0
- Match nul : 0

### Israël
| Date          | Lieu     | Match           | Score | Compétition  |
| 19 mai 1963   | Tel Aviv | Israël - Brésil | 0 - 5 | Match amical |
| 1er juin 1987 | Tel Aviv | Israël - Brésil | 0 - 4 | Match amical |
| 17 mai 1995   | Tel Aviv | Israël - Brésil | 1 - 2 | Match amical |

Bilan
- Total de matchs disputés : 3
- Victoires de l'équipe du Brésil : 3
- Victoires de l'équipe d'Israël : 0
- Match nul : 0

### Italie
| Date             | Lieu           | Match           | Score         | Compétition                                  |
| 16 juin 1938     | Marseille      | Italie - Brésil | 2-1           | Coupe du monde 1938 (1/2 finale)             |
| 25 avril 1956    | Milan          | Italie - Brésil | 3-0           | Match amical                                 |
| 1er juillet 1956 | Rio de Janeiro | Brésil - Italie | 2-0           | Match amical                                 |
| 12 mai 1963      | Milan          | Italie - Brésil | 3-0           | Match amical                                 |
| 21 juin 1970     | Mexico         | Brésil - Italie | 4-1           | Coupe du monde 1970 (finale)                 |
| 9 juin 1973      | Rome           | Italie - Brésil | 2-0           | Match amical                                 |
| 31 mai 1976      | New Haven      | Brésil - Italie | 4-1           | Match amical                                 |
| 24 juin 1978     | Buenos Aires   | Brésil - Italie | 2-1           | Coupe du monde 1978 (match pour la 3e place) |
| 5 juillet 1982   | Barcelone      | Italie - Brésil | 3-2           | Coupe du monde 1982 (second tour - Groupe 3) |
| 14 octobre 1989  | Bologne        | Italie - Brésil | 0-1           | Match amical                                 |
| 17 juillet 1994  | Pasadena       | Brésil - Italie | 0-0(tab: 3-2) | Coupe du monde 1994 (finale)                 |
| 8 juin 1997      | Lyon           | Brésil-Italie   | 3-3           | Tournoi de France                            |
| 10 février 2009  | Londres        | Brésil - Italie | 2-0           | Match amical                                 |
| 21 juin 2009     | Pretoria       | Italie - Brésil | 0-3           | Coupe des confédérations 2009 (Groupe B)     |
| 21 mars 2013     | Genève         | Italie - Brésil | 2-2           | Match amical                                 |
| 22 juin 2013     | Salvador       | Italie - Brésil | 2-4           | Coupe des confédérations 2013 (Groupe A)     |

Bilan
- Total de matchs disputés : 16
- Victoire de l'équipe du Brésil : 8
- Victoire de l'équipe d'Italie : 5
- Match nuls : 3

## J

### Jamaïque
Confrontations entre le Brésil et la Jamaïque :
| Date            | Lieu        | Match             | Score | Compétition                            |
| 3 février 1998  | Miami       | Brésil - Jamaïque | 0-0   | Gold Cup 1998 (Groupe A)               |
| 15 février 1998 | Los Angeles | Brésil - Jamaïque | 1-0   | Gold Cup 1998 (Match pour la 3e place) |
| 12 octobre 2003 | Leicester   | Brésil - Jamaïque | 1-0   | Match amical                           |

Bilan
- Total de matchs disputés : 3
- Victoires de l'équipe du Brésil : 2
- Victoires de l'équipe de Jamaïque : 0
- Match nul : 1

### Japon
Confrontations entre le Brésil et le Japon :
| Date             | Lieu           | Match          | Score | Compétition                              |
| ---------------- | -------------- | -------------- | ----- | ---------------------------------------- |
| 23 juillet 1989  | Rio de Janeiro | Brésil – Japon | 1-0   | Match amical                             |
| 6 juin 1995      | Liverpool      | Brésil – Japon | 3-0   | Match amical                             |
| 9 août 1995      | Tokyo          | Japon – Brésil | 1-5   | Match amical                             |
| 13 août 1997     | Osaka          | Japon – Brésil | 0-3   | Match amical                             |
| 31 mars 1999     | Tokyo          | Japon – Brésil | 0-2   | Match amical                             |
| 4 juin 2001      | Ibaraki        | Japon – Brésil | 0-0   | Coupe des confédérations 2001 (Groupe B) |
| 22 juin 2005     | Cologne        | Brésil – Japon | 2-2   | Coupe des confédérations 2005 (Groupe B) |
| 22 juin 2006     | Dortmund       | Brésil – Japon | 4-1   | Coupe du monde 2006 (Groupe F)           |
| 16 octobre 2012  | Wrocław        | Japon – Brésil | 0-4   | Match amical                             |
| 15 juin 2013     | Brasilia       | Brésil – Japon | 3-0   | Coupe des confédérations 2013 (Groupe A) |
| 14 octobre 2014  | Singapour      | Japon – Brésil | 0-4   | Match amical                             |
| 10 novembre 2017 | Lille          | Japon – Brésil | 1-3   | Match amical                             |
| 6 juin 2022      | Tokyo          | Japon – Brésil | 0-1   | Match amical                             |

#### Bilan
Au 22 août 2018 :
- Total de matchs disputés : 13
- Victoires de l'équipe du Brésil : 11
- Victoire de l'équipe du Japon : 0
- Matches nuls : 2
- Buts pour l'équipe du Brésil : 35
- Buts pour l'équipe du Japon : 5

## L

### Lettonie
Confrontations entre le Brésil et la Lettonie :
| Date         | Lieu     | Match             | Score | Compétition  |
| 26 juin 1999 | Curitiba | Brésil - Lettonie | 3-0   | Match amical |

Bilan
- Total de matchs disputés : 1
- Victoires de l'équipe du Brésil : 1
- Victoires de l'équipe de Lettonie : 0
- Match nul : 0

### Lituanie
Confrontations entre le Brésil et la Lituanie :
| Date            | Lieu     | Match             | Score | Compétition  |
| 16 octobre 1996 | Teresina | Brésil - Lituanie | 3-1   | Match amical |

Bilan
- Total de matchs disputés : 1
- Victoires de l'équipe du Brésil : 1
- Victoires de l'équipe de Lituanie : 0
- Match nul : 0

## M

### Malaisie
| Date        | Lieu         | Match             | Score | Compétition  |
| 25 mai 2002 | Kuala Lumpur | Malaisie - Brésil | 0 - 4 | Match amical |

Bilan
- Total de matchs disputés : 1
- Victoires de l'équipe du Brésil : 1
- Victoires de l'équipe de Malaisie : 0
- Match nul : 0

### Maroc
Confrontations entre le Brésil et le Maroc :
| Date           | Lieu   | Match          | Score | Compétition                    |
| 9 octobre 1997 | Belem  | Brésil - Maroc | 2-0   | Match amical                   |
| 16 juin 1998   | Nantes | Brésil - Maroc | 3-0   | Coupe du monde 1998 (Groupe A) |
| 26 mars 2023   | Tanger | Maroc - Brésil | 2-1   | Match amical                   |

Bilan
- Total de matchs disputés : 3
- Victoires de l'équipe du Brésil : 2
- Victoires de l'équipe du Maroc : 1
- Match nul : 0

### Mexique

#### Confrontations
Confrontations entre le Brésil et le Mexique en matchs officiels :
|    | Date              | Lieu            | Match            | Score    | Compétition                                        |
| -- | ----------------- | --------------- | ---------------- | -------- | -------------------------------------------------- |
| 1  | 24 juin 1950      | Rio de Janeiro  | Brésil - Mexique | 4-0      | Coupe du monde 1950 (groupe A - match d'ouverture) |
| 2  | 6 avril 1952      | Santiago        | Mexique - Brésil | 0-2      | Championnat panaméricain de football 1952          |
| 3  | 16 juin 1954      | Genève          | Brésil - Mexique | 5-0      | Coupe du monde 1954 (groupe A)                     |
| 4  | 8 mars 1956       | Mexico          | Mexique - Brésil | 1-2      | Championnat panaméricain de football 1956          |
| 5  | 6 mars 1960       | San José        | Mexique - Brésil | 2-2      | Championnat panaméricain de football 1960          |
| 6  | 15 mars 1960      | San José        | Mexique - Brésil | 1-2      | Championnat panaméricain de football 1960          |
| 7  | 30 mai 1962       | Viña del Mar    | Brésil - Mexique | 2-0      | Coupe du monde 1962 (groupe C)                     |
| 8  | 7 juillet 1968    | Mexico          | Mexique - Brésil | 0-2      | Match amical                                       |
| 9  | 10 juillet 1968   | Mexico          | Mexique - Brésil | 2-1      | Match amical                                       |
| 10 | 31 octobre 1968   | Rio de Janeiro  | Brésil - Mexique | 1-2      | Match amical                                       |
| 11 | 3 novembre 1968   | Belo Horizonte  | Brésil - Mexique | 2-1      | Match amical                                       |
| 12 | 30 septembre 1970 | Rio de Janeiro  | Brésil - Mexique | 2-1      | Match amical                                       |
| 13 | 31 mars 1974      | Rio de Janeiro  | Brésil - Mexique | 1-1      | Match amical                                       |
| 14 | 4 juin 1976       | Guadalajara     | Mexique - Brésil | 0-3      | Match amical                                       |
| 15 | 8 juin 1980       | Rio de Janeiro  | Brésil - Mexique | 2-0      | Match amical                                       |
| 16 | 13 décembre 1990  | Los Angeles     | Brésil - Mexique | 0-0      | Match amical                                       |
| 17 | 31 juillet 1992   | Los Angeles     | Mexique - Brésil | 0-5      | Match amical                                       |
| 18 | 8 août 1993       | Maceió          | Brésil - Mexique | 1-1      | Match amical                                       |
| 19 | 16 décembre 1993  | Guadalajara     | Mexique - Brésil | 0-1      | Match amical                                       |
| 20 | 20 janvier 1996   | Los Angeles     | Brésil - Mexique | 0-2      | Gold Cup 1996 (finale)                             |
| 21 | 30 avril 1997     | Miami           | Mexique - Brésil | 0-4      | Match amical                                       |
| 22 | 16 juin 1997      | Santa Cruz      | Brésil - Mexique | 3-2      | Copa América 1997 (groupe C)                       |
| 23 | 16 décembre 1997  | Riyad           | Brésil - Mexique | 3-2      | Coupe des confédérations 1997 (groupe A)           |
| 24 | 3 juillet 1999    | Ciudad del Este | Brésil - Mexique | 2-1      | Copa América 1999 (groupe B)                       |
| 25 | 14 juillet 1999   | Ciudad del Este | Mexique - Brésil | 0-2      | Copa América 1999 (demi-finale)                    |
| 26 | 4 août 1999       | Mexico          | Mexique - Brésil | 4-3      | Coupe des confédérations 1999 (finale)             |
| 27 | 7 mars 2001       | Guadalajara     | Mexique - Brésil | 3-3      | Match amical                                       |
| 28 | 12 juillet 2001   | Cali            | Brésil - Mexique | 0-1      | Copa América 2001 (groupe B)                       |
| 29 | 30 avril 2003     | Guadalajara     | Mexique - Brésil | 0-0      | Match amical                                       |
| 30 | 13 juillet 2003   | Mexico          | Mexique - Brésil | 1-0      | Gold Cup 2003 (groupe A)                           |
| 31 | 27 juillet 2003   | Mexico          | Brésil - Mexique | 0-1 a.p. | Gold Cup 2003 (finale)                             |
| 32 | 18 juillet 2004   | Piura           | Mexique - Brésil | 0-4      | Copa América 2004 (quart de finale)                |
| 33 | 19 juin 2005      | Hanovre         | Mexique - Brésil | 1-0      | Coupe des confédérations 2005 (groupe B)           |
| 34 | 27 juin 2007      | Puerto Ordaz    | Mexique-Brésil   | 2-0      | Copa América 2007 (groupe B)                       |
| 35 | 12 septembre 2007 | Foxborough      | Brésil - Mexique | 3-1      | Match amical                                       |
| 36 | 11 octobre 2011   | Torreón         | Mexique - Brésil | 1-2      | Match amical                                       |
| 37 | 3 juin 2012       | Arlington       | Brésil-Mexique   | 0-2      | Match amical                                       |
| 38 | 19 juin 2013      | Fortaleza       | Brésil- Mexique  | 2-0      | Coupe des confédérations 2013 (groupe A)           |
| 39 | 17 juin 2014      | Fortaleza       | Brésil - Mexique | 0-0      | Coupe du monde 2014 (groupe A)                     |
| 40 | 7 juin 2015       | São Paulo       | Brésil - Mexique | 2-0      | Match amical                                       |
| 41 | 2 juillet 2018    | Samara          | Brésil - Mexique | 2-0      | Coupe du monde 2018 (huitième de finale)           |
| 42 | 8 juin 2024       | College Station | Mexique-Brésil   | 2-3      | Match amical                                       |

#### Bilan
Au 26 août 2018 :
- Total de matchs disputés : 42
- Victoires du Brésil : 25
- Matchs nuls : 7
- Victoires du Mexique : 10
- Total de buts marqués par le Brésil : 78
- Total de buts marqués par le Mexique : 38

Cinq confrontations ont eu lieu en Coupe du monde entre le Brésil et le Mexique avec un bilan de quatre victoires et un nul pour le Brésil. Lors de leurs trois premières confrontations en coupe du monde, le Brésil bat le Mexique au premier tour, participant du même coup à l'élimination de ce dernier à chaque fois. Alors que le Brésil accueille la coupe du monde 2014, les deux équipes se quittent sur un score vierge (0-0), toujours lors de la première phase. Enfin, la dernière rencontre en coupe du monde a lieu lors de la 2018 avec un nouveau succès des "Cariocas" mais cette fois-ci en huitièmes de finale.
Le Mexique n'a jamais inscrit de but face au Brésil en phase finale de Coupe du monde.

## N

### Nicaragua
Confrontations entre le Brésil et le Nicaragua :
| Date            | Lieux  | Match              | Score | Compétition  |
| 17 octobre 1975 | Mexico | Brésil - Nicaragua | 14-0  | Match amical |

Bilan
- Total de matchs disputés : 1
- Victoires de l'équipe du Brésil : 1
- Victoires du Nicaragua : 0
- Match nul : 0

### Nigeria
Confrontations entre le Brésil et le Nigeria :
|   | Date            | Lieux     | Match            | Score | Compétition  |
| 1 | 11 juin 2003    | Abuja     | Nigeria - Brésil | 0-3   | Match amical |
| 2 | 13 octobre 2019 | Singapour | Brésil - Nigeria | 1-1   | Match amical |

#### Bilan
Au 3 novembre 2019 :
- Total de matchs disputés : 2
- Victoires de l'équipe du Brésil : 1
- Victoires du Nigeria : 0
- Match nul : 1

### Norvège
Confrontations entre le Brésil et la Norvège :
| Date            | Lieu      | Match            | Score | Compétition                    |
| 28 juillet 1988 | Oslo      | Norvège - Brésil | 1-1   | Match amical                   |
| 30 mai 1997     | Oslo      | Norvège - Brésil | 4-2   | Match amical                   |
| 23 juin 1998    | Marseille | Norvège - Brésil | 2-1   | Coupe du monde 1998 (Groupe A) |
| 16 août 2006    | Oslo      | Norvège - Brésil | 1-1   | Match amical                   |

Bilan
- Total de matchs disputés : 4
- Victoire de l'équipe du Brésil : 0
- Victoires de l'équipe de Norvège : 2
- Matchs nuls : 2

### Nouvelle-Zélande
Confrontations entre le Brésil et la Nouvelle-Zélande :
| Date            | Lieu        | Match                     | Score | Compétition                              |
| 23 juin 1982    | Séville     | Brésil - Nouvelle-Zélande | 4-0   | Coupe du monde 1982 (Groupe 6)           |
| 30 juillet 1999 | Guadalajara | Brésil - Nouvelle-Zélande | 2-0   | Coupe des confédérations 1999 (Groupe B) |
| 4 juin 2006     | Genève      | Brésil - Nouvelle-Zélande | 4-0   | Match amical                             |

Bilan
- Total de matchs disputés : 3
- Victoire de l'équipe du Brésil : 3
- Victoire de l'équipe de Nouvelle-Zélande : 0
- Match nul : 0

## O

### Oman
Confrontations entre le Brésil et Oman :
| Date             | Lieu         | Match         | Score | Compétition  |
| 17 novembre 2009 | Mascate Oman | Oman - Brésil | 0-2   | Match amical |

Bilan
- Total de matchs disputés : 1
- Victoires de l'équipe du Brésil : 1
- Victoires de l'équipe d'Oman : 0
- Match nul : 0

## P

### Panama
Confrontations entre le Brésil et le Panama en matchs officiels :
|   | Date          | Lieu          | Match           | Score | Compétition                   |
| - | ------------- | ------------- | --------------- | ----- | ----------------------------- |
| 1 | 13 avril 1952 | Santiago      | Brésil - Panama | 5-0   | Championnat panaméricain 1952 |
| 2 | 9 août 2001   | Curitiba      | Brésil - Panama | 5-0   | Match amical                  |
| 3 | 3 juin 2014   | Goiânia       | Brésil - Panama | 4-0   | Match amical                  |
| 4 | 29 mai 2016   | Commerce City | Panama - Brésil | 0-2   | Match amical                  |
| 5 | 23 mars 2019  | Porto         | Brésil - Panama | 1-1   | Match amical                  |

#### Bilan
Au 27 mars 2019 :
- Total de matchs disputés : 5
- Victoires de l'équipe du Brésil : 4
- Victoires de l'équipe du Panama : 0
- Match nul : 1

### Paraguay

#### Confrontations
Confrontations entre le Paraguay et le Brésil en matchs officiels..
|    | Date              | Lieu                    | Match             | Score           | Compétition                                                                |
| -- | ----------------- | ----------------------- | ----------------- | --------------- | -------------------------------------------------------------------------- |
| 1  | 12 octobre 1921   | Buenos Aires            | Brésil - Paraguay | 3-0             | Championnat sud-américain de football de 1921                              |
| 2  | 24 septembre 1922 | Rio de Janeiro          | Brésil - Paraguay | 1-1             | Championnat sud-américain de football de 1922                              |
| 3  | 22 octobre 1922   | Rio de Janeiro          | Brésil - Paraguay | 3-0             | Championnat sud-américain de football de 1922 (finale)                     |
| 4  | 29 octobre 1922   | São Paulo               | Brésil - Paraguay | 3-1             | Match amical                                                               |
| 5  | 11 novembre 1923  | Montevideo              | Paraguay - Brésil | 1-0             | Championnat sud-américain de football de 1923                              |
| 6  | 21 novembre 1923  | Montevideo              | Brésil - Paraguay | 2-0             | Match amical                                                               |
| 7  | 6 décembre 1925   | Buenos Aires            | Brésil - Paraguay | 5-2             | Championnat sud-américain de football de 1925                              |
| 8  | 17 décembre 1925  | Buenos Aires            | Brésil - Paraguay | 3-1             | Championnat sud-américain de football de 1925                              |
| 9  | 13 janvier 1937   | Buenos Aires            | Brésil - Paraguay | 5-0             | Championnat sud-américain de football de 1937                              |
| 10 | 5 février 1942    | Montevideo              | Brésil - Paraguay | 1-1             | Championnat sud-américain de football de 1942                              |
| 11 | 29 janvier 1946   | Buenos Aires            | Brésil - Paraguay | 1-1             | Championnat sud-américain de football de 1946                              |
| 12 | 8 mai 1949        | Rio de Janeiro          | Brésil - Paraguay | 1-2             | Championnat sud-américain de football de 1949                              |
| 13 | 11 mai 1949       | Rio de Janeiro          | Brésil - Paraguay | 7-0             | Championnat sud-américain de football de 1949 (finale)                     |
| 14 | 7 mai 1950        | Rio de Janeiro          | Brésil - Paraguay | 2-0             | Match amical                                                               |
| 15 | 13 mai 1950       | São Paulo               | Brésil - Paraguay | 3-3             | Match amical                                                               |
| 16 | 27 mars 1953      | Lima                    | Paraguay - Brésil | 2-1             | Championnat sud-américain de football de 1953                              |
| 17 | 1er avril 1953    | Lima                    | Paraguay - Brésil | 3-2             | Championnat sud-américain de football de 1953 (finale)                     |
| 18 | 7 mars 1954       | Asuncion                | Paraguay - Brésil | 0-1             | Qualifications pour la Coupe du monde 1954 (zone AmSud)                    |
| 19 | 21 mars 1954      | Rio de Janeiro          | Brésil - Paraguay | 4-1             | Qualifications pour la Coupe du monde 1954 (zone AmSud)                    |
| 20 | 13 novembre 1955  | Rio de Janeiro          | Brésil - Paraguay | 3-0             | Match amical                                                               |
| 21 | 17 novembre 1955  | Rio de Janeiro          | Brésil - Paraguay | 3-3             | Match amical                                                               |
| 22 | 29 janvier 1956   | Montevideo              | Brésil - Paraguay | 0-0             | Championnat sud-américain de football de 1956                              |
| 23 | 12 juin 1956      | Asuncion                | Paraguay - Brésil | 0-2             | Match amical                                                               |
| 24 | 17 juin 1956      | Asuncion                | Paraguay - Brésil | 2-5             | Match amical                                                               |
| 25 | 4 mai 1958        | Rio de Janeiro          | Brésil - Paraguay | 5-1             | Match amical                                                               |
| 26 | 7 mai 1958        | São Paulo               | Brésil - Paraguay | 0-0             | Match amical                                                               |
| 27 | 29 mars 1959      | Buenos Aires            | Brésil - Paraguay | 4-1             | Championnat sud-américain de football de 1959 (Argentine)                  |
| 28 | 5 décembre 1959   | Guayaquil               | Brésil - Paraguay | 3-2             | Championnat sud-américain de football de 1959 (Équateur)                   |
| 29 | 3 juillet 1960    | Asuncion                | Paraguay - Brésil | 1-2             | Copa del Atlántico 1960                                                    |
| 30 | 30 avril 1961     | Asuncion                | Paraguay - Brésil | 0-2             | Match amical                                                               |
| 31 | 3 mai 1961        | Asuncion                | Paraguay - Brésil | 2-3             | Match amical                                                               |
| 32 | 29 juin 1961      | Rio de Janeiro          | Brésil - Paraguay | 3-2             | Match amical                                                               |
| 33 | 21 avril 1962     | Rio de Janeiro          | Brésil - Paraguay | 6-0             | Match amical                                                               |
| 34 | 24 avril 1962     | São Paulo               | Brésil - Paraguay | 4-0             | Match amical                                                               |
| 35 | 3 mars 1963       | Asuncion                | Paraguay - Brésil | 2-2             | Match amical                                                               |
| 36 | 17 mars 1963      | La Paz                  | Paraguay - Brésil | 2-0             | Championnat sud-américain de football de 1963                              |
| 37 | 25 juillet 1968   | Asuncion                | Paraguay - Brésil | 0-4             | Match amical                                                               |
| 38 | 28 juillet 1968   | Asuncion                | Paraguay - Brésil | 1-0             | Match amical                                                               |
| 39 | 17 août 1969      | Asuncion                | Paraguay - Brésil | 0-3             | Qualifications pour la Coupe du monde 1970 (zone AmSud - gr. 2)            |
| 40 | 31 août 1969      | Rio de Janeiro          | Brésil - Paraguay | 1-0             | Qualifications pour la Coupe du monde 1970 (zone AmSud - gr. 2)            |
| 41 | 12 avril 1970     | Rio de Janeiro          | Brésil - Paraguay | 0-0             | Match amical                                                               |
| 42 | 24 juillet 1971   | Rio de Janeiro          | Brésil - Paraguay | 1-0             | Match amical                                                               |
| 43 | 26 avril 1972     | Porto Alegre            | Brésil - Paraguay | 3-2             | Match amical                                                               |
| 44 | 12 mai 1974       | Rio de Janeiro          | Brésil - Paraguay | 2-0             | Match amical                                                               |
| 45 | 7 avril 1976      | Asuncion                | Paraguay - Brésil | 1-1             | Copa del Atlántico 1976                                                    |
| 46 | 9 juin 1976       | Rio de Janeiro          | Brésil - Paraguay | 3-1             | Copa del Atlántico 1976                                                    |
| 47 | 13 mars 1977      | Asuncion                | Paraguay - Brésil | 0-1             | Qualifications pour la Coupe du monde 1978 (zone AmSud - gr. 1)            |
| 48 | 20 mars 1977      | Rio de Janeiro          | Brésil - Paraguay | 1-1             | Qualifications pour la Coupe du monde 1978 (zone AmSud - gr. 1)            |
| 49 | 17 mai 1979       | Rio de Janeiro          | Brésil - Paraguay | 6-0             | Match amical                                                               |
| 50 | 24 octobre 1979   | Asuncion                | Paraguay - Brésil | 2-1             | Copa América 1979 (demi-finale)                                            |
| 51 | 31 octobre 1979   | Rio de Janeiro          | Brésil - Paraguay | 2-2             | Copa América 1979 (demi-finale)                                            |
| 52 | 25 septembre 1980 | Asuncion                | Paraguay - Brésil | 1-2             | Match amical                                                               |
| 53 | 30 octobre 1980   | Goiânia                 | Brésil - Paraguay | 6-0             | Match amical                                                               |
| 54 | 13 octobre 1983   | Asuncion                | Paraguay - Brésil | 1-1             | Copa América 1983 (demi-finale)                                            |
| 55 | 20 octobre 1983   | Uberlândia              | Brésil - Paraguay | 0-0             | Copa América 1983 (demi-finale)                                            |
| 56 | 15 juin 1985      | Asuncion                | Paraguay - Brésil | 0-2             | Qualifications pour la Coupe du monde 1986 (zone AmSud - gr. 3)            |
| 57 | 23 juin 1985      | Rio de Janeiro          | Brésil - Paraguay | 1-1             | Qualifications pour la Coupe du monde 1986 (zone AmSud - gr. 3)            |
| 58 | 24 juin 1987      | Porto Alegre            | Brésil - Paraguay | 1-0             | Match amical                                                               |
| 59 | 12 avril 1989     | Teresina                | Brésil - Paraguay | 2-0             | Match amical                                                               |
| 60 | 9 juillet 1989    | Recife                  | Brésil - Paraguay | 2-0             | Copa América 1989 (gr. A)                                                  |
| 61 | 14 juillet 1989   | Rio de Janeiro          | Brésil - Paraguay | 3-0             | Copa América 1989 (tour final)                                             |
| 62 | 27 février 1991   | Campo Grande            | Brésil - Paraguay | 1-1             | Match amical                                                               |
| 63 | 24 juin 1993      | Cuenca                  | Brésil - Paraguay | 3-0             | Copa América 1993 (gr. B)                                                  |
| 64 | 14 juillet 1993   | Rio de Janeiro          | Brésil - Paraguay | 2-0             | Match amical                                                               |
| 65 | 22 juin 1997      | Santa Cruz de la Sierra | Brésil - Paraguay | 2-0             | Copa América 1997 (quart de finale)                                        |
| 66 | 18 juillet 2000   | Asuncion                | Paraguay - Brésil | 2-1             | Qualification pour la Coupe du monde 2002 : zone Amérique du Sud           |
| 67 | 18 juillet 2001   | Cali                    | Brésil - Paraguay | 3-1             | Copa América 2001 (gr. B)                                                  |
| 68 | 15 août 2001      | Porto Alegre            | Brésil - Paraguay | 2-0             | Qualification pour la Coupe du monde 2002 : zone Amérique du Sud           |
| 69 | 21 août 2002      | Fortaleza               | Brésil - Paraguay | 0-1             | Match amical                                                               |
| 70 | 31 mars 2004      | Asuncion                | Paraguay - Brésil | 0-0             | Qualification pour la Coupe du monde 2006 : zone Amérique du Sud           |
| 71 | 14 juillet 2004   | Arequipa                | Paraguay - Brésil | 2-1             | Copa América 2004 (gr. C)                                                  |
| 72 | 5 juin 2005       | Porto Alegre            | Brésil - Paraguay | 4-1             | Qualification pour la Coupe du monde 2006 : zone Amérique du Sud           |
| 73 | 15 juin 2008      | Asuncion                | Paraguay - Brésil | 2-0             | Éliminatoires de la Coupe du monde de football 2010 : zone Amérique du Sud |
| 74 | 10 juin 2009      | Recife                  | Brésil - Paraguay | 2-1             | Éliminatoires de la Coupe du monde de football 2010 : zone Amérique du Sud |
| 75 | 9 juillet 2011    | Córdoba                 | Brésil - Paraguay | 2-2             | Copa América 2011 (gr. B)                                                  |
| 76 | 17 juillet 2011   | La Plata                | Brésil - Paraguay | 0-0 (tab : 0-2) | Copa América 2011 (quart de finale)                                        |
| 77 | 27 juin 2015      | Concepción              | Brésil - Paraguay | 1-1 (tab : 3-4) | Copa América 2015 (quart de finale)                                        |
| 78 | 29 mars 2016      | Asuncion                | Paraguay - Brésil | 2-2             | Éliminatoires de la Coupe du monde de football 2018 : zone Amérique du Sud |
| 79 | 28 mars 2017      | São Paulo               | Brésil - Paraguay | 3-0             | Éliminatoires de la Coupe du monde de football 2018 : zone Amérique du Sud |
| 80 | 27 juin 2019      | Porto Alegre            | Brésil - Paraguay | 0-0 (tab : 4-3) | Copa América 2019 (quart de finale)                                        |
| 81 | 8 Juin 2021       | Asuncion                | Paraguay - Brésil | 0-2             | Qualification FIFA 2022                                                    |
| 82 | 2 Février 2022    | São Paulo               | Brésil - Paraguay | 4-0             | Qualification FIFA 2022                                                    |
| 83 | 28 juin 2024      | Nevada                  | Paraguay - Brésil | 1-4             | Copa America 2024 (Groupe D)                                               |
| 84 | 10 Septembre 2024 | Asuncion                | Paraguay - Brésil | 1-0             | Qualification FIFA 2026                                                    |
| 85 | 10 Juin 2025      | Porto Alegre            | Brésil - Paraguay | 1-0             | Qualification FIFA 2026                                                    |

#### Bilan
- Total de matchs disputés : 85
- Victoires du Brésil : 51
- Victoires du Paraguay : 12
- Matchs nuls : 22
- Total de buts marqués par le Brésil : 184
- Total de buts marqués par le Paraguay : 68

### Pays-Bas
| Date             | Lieu           | Match             | Score       | Compétition                                         |
| 16 juillet 1952  | Turku          | Pays-Bas - Brésil | 1-5         | Jeux olympiques d'Helsinki 1952                     |
| 2 mai 1963       | Amsterdam      | Pays-Bas - Brésil | 1-0         | Match amical                                        |
| 3 juillet 1974   | Dortmund       | Pays-Bas - Brésil | 2-0         | Coupe du monde 1974 (2d tour)                       |
| 20 décembre 1989 | Rotterdam      | Pays-Bas - Brésil | 0-1         | Match amical                                        |
| 9 juillet 1994   | Dallas         | Pays-Bas - Brésil | 2-3         | Coupe du monde 1994 (1/4 finale)                    |
| 31 août 1996     | Amsterdam      | Pays-Bas - Brésil | 2-2         | Match amical                                        |
| 7 juillet 1998   | Marseille      | Brésil - Pays-Bas | 1-1 tab 4-2 | Coupe du monde 1998 (1/2 finale)                    |
| 5 juin 1999      | Salvador       | Brésil - Pays-Bas | 2-2         | Match amical                                        |
| 8 juin 1999      | Goiânia        | Brésil - Pays-Bas | 3-1         | Match amical                                        |
| 9 octobre 1999   | Amsterdam      | Pays-Bas - Brésil | 2-2         | Match amical                                        |
| 2 juillet 2010   | Port Elizabeth | Pays-Bas - Brésil | 2-1         | Coupe du monde 2010 (1/4 finale)                    |
| 4 juin 2011      | Goiânia        | Brésil - Pays-Bas | 0-0         | Match amical                                        |
| 12 juillet 2014  | Brasilia       | Brésil - Pays-Bas | 0-3         | Coupe du monde 2014 (match pour la troisième place) |

Bilan
- Total de matchs disputés : 13
- Victoires de l'équipe du Brésil : 4
- Victoires de l'équipe des Pays-Bas : 4
- Matches nuls : 5
- Buts pour l'équipe du Brésil : 20
- Buts pour l'équipe des Pays-Bas : 19

### Pays de Galles
Confrontations en matchs officiels entre le Brésil et le Pays de Galles :
| Date              | Lieu           | Match                   | Score | Compétition                      |
| 19 juin 1958      | Göteborg       | Brésil - pays de Galles | 1-0   | Coupe du monde 1958 (1/4 finale) |
| 12 mai 1962       | Milan          | Brésil - pays de Galles | 3-1   | Match amical                     |
| 16 mai 1962       | São Paulo      | Brésil - pays de Galles | 3-1   | Match amical                     |
| 14 mai 1966       | Rio de Janeiro | Brésil - pays de Galles | 3-1   | Match amical                     |
| 18 mai 1966       | Belo Horizonte | Brésil - pays de Galles | 1-0   | Match amical                     |
| 12 juin 1983      | Cardiff        | Pays de Galles - Brésil | 1-1   | Match amical                     |
| 11 septembre 1991 | Cardiff        | Pays de Galles - Brésil | 1-0   | Match amical                     |
| 11 novembre 1997  | Brasilia       | Brésil - pays de Galles | 3-0   | Match amical                     |
| 23 mai 2000       | Cardiff        | Pays de Galles - Brésil | 0-3   | Match amical                     |
| 5 septembre 2006  | Londres        | Brésil - pays de Galles | 2-0   | Match amical                     |

Bilan partiel
- Total de matchs disputés : 10
- Victoires de l'équipe du Brésil : 8
- Victoires de l'équipe du pays de Galles : 1
- Match nul : 1

### Pérou

#### Confrontations
Confrontations entre le Brésil et le Pérou en matchs officiels :
|    | Date              | Lieu                    | Match          | Score | Compétition                                                                    |
| -- | ----------------- | ----------------------- | -------------- | ----- | ------------------------------------------------------------------------------ |
| 1  | 27 décembre 1936  | Buenos Aires            | Brésil - Pérou | 3-2   | Championnat sud-américain de football de 1937                                  |
| 2  | 21 janvier 1942   | Montevideo              | Brésil - Pérou | 2-1   | Championnat sud-américain de football de 1942                                  |
| 3  | 24 avril 1949     | Rio de Janeiro          | Brésil - Pérou | 7-1   | Championnat sud-américain de football de 1949                                  |
| 4  | 10 avril 1952     | Santiago                | Brésil - Pérou | 0-0   | Championnat panaméricain de 1952                                               |
| 5  | 19 mars 1953      | Lima                    | Pérou - Brésil | 1-0   | Championnat sud-américain de football de 1953                                  |
| 6  | 1er février 1956  | Montevideo              | Brésil - Pérou | 2-1   | Championnat sud-américain de football de 1956                                  |
| 7  | 6 mars 1956       | Mexico                  | Brésil - Pérou | 1-0   | Championnat panaméricain de 1956                                               |
| 8  | 31 mars 1957      | Lima                    | Pérou - Brésil | 0-1   | Championnat sud-américain de football de 1957                                  |
| 9  | 13 avril 1957     | Lima                    | Pérou - Brésil | 1-1   | Qualifications pour la Coupe du monde 1958 (zone AmSud - gr. 1)                |
| 10 | 21 avril 1957     | Rio de Janeiro          | Brésil - Pérou | 1-0   | Qualifications pour la Coupe du monde 1958 (zone AmSud - gr. 1)                |
| 11 | 10 mars 1959      | Buenos Aires            | Brésil - Pérou | 2-2   | Championnat sud-américain de football de 1959 (Argentine)                      |
| 12 | 10 mars 1963      | Cochabamba              | Brésil - Pérou | 1-0   | Championnat sud-américain de football de 1963                                  |
| 13 | 4 juin 1966       | São Paulo               | Brésil - Pérou | 4-0   | Match amical                                                                   |
| 14 | 8 juin 1966       | São Paulo               | Brésil - Pérou | 3-1   | Match amical                                                                   |
| 15 | 14 juillet 1968   | Lima                    | Pérou - Brésil | 3-4   | Match amical                                                                   |
| 16 | 17 juillet 1968   | Lima                    | Pérou - Brésil | 0-4   | Match amical                                                                   |
| 17 | 7 avril 1969      | Porto Alegre            | Brésil - Pérou | 2-1   | Match amical                                                                   |
| 18 | 9 avril 1969      | Rio de Janeiro          | Brésil - Pérou | 3-2   | Match amical                                                                   |
| 19 | 14 juin 1970      | Guadalajara             | Brésil - Pérou | 4-2   | Coupe du monde 1970 (quart de finale)                                          |
| 20 | 30 septembre 1975 | Belo Horizonte          | Brésil - Pérou | 1-3   | Copa América 1975 (demi-finale aller)                                          |
| 21 | 4 octobre 1975    | Lima                    | Pérou - Brésil | 0-2   | Copa América 1975 (demi-finale retour)                                         |
| 22 | 10 juillet 1977   | Cali                    | Brésil - Pérou | 1-0   | Qualifications pour la Coupe du monde 1978 (zone AmSud - tour final)           |
| 23 | 1er mai 1978      | Rio de Janeiro          | Brésil - Pérou | 3-0   | Match amical                                                                   |
| 24 | 14 juin 1978      | Mendoza                 | Brésil - Pérou | 3-0   | Coupe du monde 1978 (2e tour - gr. B)                                          |
| 25 | 28 avril 1985     | Brasilia                | Brésil - Pérou | 0-1   | Match amical                                                                   |
| 26 | 1er avril 1986    | São Luís                | Brésil - Pérou | 4-0   | Match amical                                                                   |
| 27 | 10 mai 1989       | Fortaleza               | Brésil - Pérou | 4-1   | Match amical                                                                   |
| 28 | 24 mai 1989       | Lima                    | Pérou - Brésil | 1-1   | Match amical                                                                   |
| 29 | 3 juillet 1989    | Salvador                | Brésil - Pérou | 0-0   | Copa América 1989 (gr. A)                                                      |
| 30 | 18 juin 1993      | Cuenca                  | Brésil - Pérou | 0-0   | Copa América 1993 (gr. B)                                                      |
| 31 | 10 juillet 1995   | Rivera                  | Brésil - Pérou | 2-0   | Copa América 1995 (gr. B)                                                      |
| 32 | 26 juin 1997      | Santa Cruz de la Sierra | Brésil - Pérou | 7-0   | Copa América 1997 (demi-finale)                                                |
| 33 | 4 juin 2000       | Lima                    | Pérou - Brésil | 0-1   | Qualification pour la Coupe du monde 2002 : zone Amérique du Sud               |
| 34 | 25 avril 2001     | São Paulo               | Brésil - Pérou | 1-1   | Qualification pour la Coupe du monde 2002 : zone Amérique du Sud               |
| 35 | 15 juillet 2001   | Cali                    | Brésil - Pérou | 2-0   | Copa América 2001 (gr. B)                                                      |
| 36 | 16 novembre 2003  | Lima                    | Pérou - Brésil | 1-1   | Qualification pour la Coupe du monde 2006 : zone Amérique du Sud               |
| 37 | 27 mars 2005      | Goiânia                 | Brésil - Pérou | 1-0   | Qualification pour la Coupe du monde 2006 : zone Amérique du Sud               |
| 38 | 18 novembre 2007  | Lima                    | Pérou - Brésil | 1-1   | Éliminatoires de la Coupe du monde de football 2010 : zone Amérique du Sud     |
| 39 | 1er avril 2009    | Porto Alegre            | Brésil - Pérou | 3-0   | Éliminatoires de la Coupe du monde de football 2010 : zone Amérique du Sud     |
| 40 | 14 juin 2015      | Temuco                  | Brésil - Pérou | 2-1   | Copa América 2015 (gr. C)                                                      |
| 41 | 17 novembre 2015  | Salvador                | Brésil - Pérou | 3-0   | Éliminatoires de la Coupe du monde de football 2018 : zone Amérique du Sud     |
| 42 | 12 juin 2016      | Foxborough              | Pérou - Brésil | 1-0   | Copa América Centenario (gr. B)                                                |
| 43 | 15 novembre 2016  | Lima                    | Pérou - Brésil | 0-2   | Éliminatoires de la Coupe du monde de football 2018 : zone Amérique du Sud     |
| 44 | 22 juin 2019      | São Paulo               | Brésil - Pérou | 5-0   | Copa América 2019 (gr. A)                                                      |
| 45 | 7 juillet 2019    | Rio de Janeiro          | Brésil - Pérou | 3-1   | Copa América 2019 (finale)                                                     |
| 46 | 10 septembre 2019 | Los Angeles             | Brésil - Pérou | 0-1   | Match amical                                                                   |
| 47 | 13 octobre 2020   | Lima                    | Pérou - Brésil | 2-4   | Éliminatoires de la Coupe du monde de football 2022 : zone Amérique du Sud     |
| 48 | 18 Juin 2021      | Rio de Janeiro          | Brésil - Pérou | 4-0   | Copa America 2021 (Gr-B)                                                       |
| 49 | 06 Juillet 2021   | Rio de Janeiro          | Brésil - Pérou | 1-0   | Copa america 2021                                                              |
| 50 | 6 Septembre 2021  | Brasília                | Brésil - Pérou | 2-0   | Éliminatoires de la Coupe du monde de football 2022 : zone Amérique du Sud     |
| 51 | 12 Septembre 2023 | Lima                    | Pérou - Brésil | 0-1   | Éliminatoires de la zone Amérique du Sud de la Coupe du monde de football 2026 |
| 52 | 15 Octobre 2024   | Brasília                | Brésil - Pérou | 4-0   | Éliminatoires de la zone Amérique du Sud de la Coupe du monde de football 2026 |

#### Bilan
- Total de matchs disputés : 52
- Victoires du Brésil :
- Victoires du Pérou : 5
- Matchs nuls : 9
- Total de buts marqués par le Brésil : 212
- Total de buts marqués par le Pérou : 33

### Pologne
Confrontations entre l'équipe du Brésil de football et l'équipe de Pologne de football : 
| Date            | Lieu                  | Match            | Score | Compétition         |
| 5 juin 1938     | Strasbourg France     | Pologne - Brésil | 5-6   | Coupe du monde 1938 |
| 5 juin 1966     | Belo Horizonte Brésil | Brésil - Pologne | 4-1   | Match amical        |
| 8 juin 1966     | Rio de Janeiro Brésil | Brésil - Pologne | 2-1   | Match amical        |
| 6 juillet 1974  | Munich Allemagne      | Pologne - Brésil | 1-0   | Coupe du monde 1974 |
| 19 juin 1977    | São Paulo Brésil      | Brésil - Pologne | 3-1   | Match amical        |
| 21 juin 1978    | Mendoza Argentine     | Pologne - Brésil | 1-3   | Coupe du monde 1978 |
| 29 juin 1980    | São Paulo Brésil      | Brésil - Pologne | 1-1   | Match amical        |
| 16 juin 1986    | Guadalajara Mexique   | Pologne - Brésil | 0-4   | Coupe du monde 1986 |
| 7 mars 1993     | Ribeirão Preto Brésil | Brésil - Pologne | 2-2   | Match amical        |
| 29 juin 1995    | Recife Brésil         | Brésil - Pologne | 2-1   | Match amical        |
| 26 juin 1996    | Vitória Brésil        | Brésil - Pologne | 3-1   | Match amical        |
| 26 février 1997 | Goiâna Brésil         | Brésil - Pologne | 4-2   | Match amical        |

Bilan
- Total de matchs disputés : 12
- Victoires de l'équipe de Pologne : 1
- Victoires de l'équipe du Brésil : 9
- Matchs nuls : 2

### Portugal
Confrontations entre le Brésil et le Portugal :
| Date              | Lieu                  | Match             | Score | Compétition                                |
| 8 avril 1956      | Lisbonne Portugal     | Portugal - Brésil | 0-1   | Match amical                               |
| 11 juin 1957      | Rio de Janeiro Brésil | Brésil - Portugal | 2-1   | Match amical                               |
| 16 juin 1957      | São Paulo Brésil      | Brésil - Portugal | 3-0   | Match amical                               |
| 6 mai 1962        | São Paulo Brésil      | Brésil - Portugal | 2-1   | Match amical                               |
| 9 mai 1962        | Rio de Janeiro Brésil | Brésil - Portugal | 1-0   | Match amical                               |
| 21 avril 1963     | Lisbonne Portugal     | Portugal - Brésil | 1-0   | Match amical                               |
| 7 juin 1964       | Rio de Janeiro Brésil | Brésil - Portugal | 4-1   | Match amical                               |
| 24 juin 1965      | Porto Portugal        | Portugal - Brésil | 0-0   | Match amical                               |
| 19 juillet 1966   | Liverpool Angleterre  | Portugal - Brésil | 3-1   | Coupe du monde de football de 1966         |
| 30 juin 1968      | Machava Mozambique    | Brésil - Portugal | 2-0   | Match amical                               |
| 9 juillet 1972    | Rio de Janeiro Brésil | Brésil - Portugal | 1-0   | Coupe de l'Indépendance du Brésil (finale) |
| 5 mai 1982        | São Luiz Brésil       | Brésil - Portugal | 3-1   | Match amical                               |
| 8 juin 1983       | Coimbra Portugal      | Portugal - Brésil | 0-4   | Match amical                               |
| 8 juin 1989       | Rio de Janeiro Brésil | Brésil - Portugal | 4-0   | Match amical                               |
| 17 avril 2002     | Lisbonne Portugal     | Portugal - Brésil | 1-1   | Match amical                               |
| 29 mars 2003      | Porto Portugal        | Portugal - Brésil | 2-1   | Match amical                               |
| 6 février 2007    | Londres Angleterre    | Brésil - Portugal | 0-2   | Match amical                               |
| 19 novembre 2008  | Brasilia Brésil       | Brésil - Portugal | 6-2   | Match amical                               |
| 25 juin 2010      | Durban Afrique du Sud | Portugal -Brésil  | 0-0   | Coupe du monde 2010 (Groupe G)             |
| 10 septembre 2013 | Boston États-Unis     | Brésil - Portugal | 3-1   | Match amical                               |
|                   |                       |                   |       |                                            |

Bilan
- Total de matchs disputés : 20
- Victoires de l'équipe du Brésil : 13
- Victoires de l'équipe du Portugal : 4
- Match nul : 3

## Q

### Qatar

#### Confrontations
Confrontations entre le Brésil et le Qatar en matchs officiels :
|   | Date        | Lieu     | Match          | Score | Compétition  |
| - | ----------- | -------- | -------------- | ----- | ------------ |
| 1 | 5 juin 2019 | Brasilia | Brésil - Qatar | 2-0   | Match amical |

#### Bilan
Au 14 juin 2019 :
- Total de matchs disputés : 1
- Victoires du Brésil : 1
- Matchs nuls : 0
- Victoires du Qatar : 0
- Total de buts marqués par le Brésil : 2
- Total de buts marqués par le Qatar : 0

## R

### République tchèque
Confrontations entre le Brésil et la République tchèque :
| Date             | Lieu   | Match                       | Score | Compétition                                |
| 19 décembre 1997 | Riyad  | Brésil - République tchèque | 2-0   | Coupe des confédérations 1997 (1/2 finale) |
| 26 mars 2019     | Prague | Tchéquie - Brésil           | 1-3   | Match amical                               |

#### Bilan
Au 27 mars 2019 :
- Total de matchs disputés : 2
- Victoire de l'équipe du Brésil : 2
- Victoire de l'équipe de République tchèque : 0
- Match nul : 0

### Roumanie
Confrontations entre le Brésil et la Roumanie :
| Date          | Lieu        | Match             | Score | Compétition                    |
| 10 juin 1970  | Guadalajara | Brésil - Roumanie | 3-2   | Coupe du monde 1970 (Groupe C) |
| 17 avril 1974 | São Paulo   | Brésil - Roumanie | 2-0   | Match amical                   |
| 7 juin 2011   | São Paulo   | Brésil - Roumanie | 1-0   | Match amical                   |

Bilan
- Total de matchs disputés : 3
- Victoires de l'équipe du Brésil : 3
- Victoires de l'équipe de Roumanie : 0
- Match nul : 0

### Russie
Le Brésil a rencontré deux fois l'ex-URSS et une fois la Russie en coupe du monde de football et a toujours été victorieux. Les matchs ont toujours eu lieu au premier tour. La première fois, ce fut lors du premier mondial remporté par le Brésil en 1958 avec un succès (2-0) des sud-Américains. Les deux équipes se retrouvaient au mondial 1982 et le Brésil l'emportait 2-1 face à l'URSS. Enfin, en 1994, le Brésil débutait son parcours victorieux face à la Russie (2-0).
Confrontations entre l'équipe du Brésil de football et l'équipe de Russie de football :
| Date             | Lieu          | Match           | Score | Compétition         |
| 20 juin 1994     | San Francisco | Brésil - Russie | 2-0   | Coupe du monde 1994 |
| 28 août 1996     | Moscou        | Russie - Brésil | 2-2   | Match amical        |
| 18 novembre 1998 | Fortaleza     | Brésil - Russie | 5-1   | Match amical        |
| 1er mars 2006    | Moscou        | Russie - Brésil | 0-1   | Match amical        |
| 25 mars 2013     | Londres       | Brésil - Russie | 1-1   | Match amical        |
| 23 mars 2018     | Moscou        | Russie - Brésil | 0-3   | Match amical        |

Bilan
- Total de matchs disputés : 6
- Victoires de l'équipe du Brésil : 4
- Victoires de la Russie : 0
- Matchs nuls : 2

## S

### Salvador
Confrontations entre le Brésil et le Salvador :
| Date              | Lieu        | Match             | Score | Compétition              |
| 12 juin 1994      | Fresno      | Brésil - Salvador | 4-0   | Match amical             |
| 8 février 1998    | Los Angeles | Salvador - Brésil | 0-4   | Gold Cup 1998 (Groupe A) |
| 11 septembre 2018 | Landover    | Brésil - Salvador | 5-0   | Match amical             |

#### Bilan
- Total de matchs disputés : 3
- Victoires de l'équipe du Brésil : 3
- Victoires de l'équipe du Salvador : 0
- Match nul : 0

### Sénégal

#### Confrontations
Confrontations entre le Brésil et le Sénégal en matchs officiels:
|   | Date            | Lieu      | Match            | Score | Compétition  |
| - | --------------- | --------- | ---------------- | ----- | ------------ |
| 1 | 10 octobre 2019 | Singapour | Brésil - Sénégal | 1-1   | Match amical |
| 2 | 20 juin 2023    | Lisbonne  | Brésil - Sénégal | 2-4   | Match amical |

#### Bilan
Au 20 juin 2023 :
- Total de matchs disputés : 2
- Victoires du Brésil : 0
- Victoires du Sénégal : 1
- Matchs nuls : 1
- Total de buts marqués par le Brésil : 3
- Total de buts marqués par le Sénégal : 5

### Serbie
Confrontations entre le Brésil et la Serbie :
| Date             | Lieu      | Match           | Score | Compétition                    |
| 6 juin 2014      | São Paulo | Brésil - Serbie | 1 - 0 | Match amical                   |
| 27 juin 2018     | Moscou    | Serbie - Brésil | 0-2   | Coupe du monde 2018 (Groupe E) |
| 24 November 2022 | Lusail    | Brésil - Serbie | 2-0   | 2022 FIFA World Cup (Group G)  |

Bilan
- Total de matchs disputés : 3
- Victoires de l'équipe du Brésil : 3
- Victoires de l'équipe de Serbie : 0
- Match nul : 0

### Slovaquie
Confrontations entre le Brésil et la Slovaquie :
| Date            | Lieu      | Match              | Score | Compétition  |
| 22 février 1995 | Fortaleza | Brésil - Slovaquie | 5-0   | Match amical |

Bilan
- Total de matchs disputés : 1
- Victoire de l'équipe du Brésil : 1
- Victoire de la Slovaquie : 0
- Match nul : 0
- Buts pour l'équipe du Brésil : 5
- But pour l'équipe de Slovaquie : 0

### Suède
Confrontations entre le Brésil et la Suède en matchs officiels. Brésil-Suède est la rencontre la plus disputée de l'histoire de la Coupe du monde avec sept confrontations lors de l'épreuve reine.
Le Brésil bête noire de la Suède en coupe du monde de football : en sept confrontations en coupe du monde de football, la Suède n'a jamais battu le Brésil. Le bilan est favorable au Brésil avec cinq victoires et deux nuls. En 1938, le Brésil battait déjà la Suède (4-2) dans un match de classement pour la troisième place. En 1950, le Brésil écrasait la Suède (7-1) dans le tournoi final à quatre. En 1958, le Brésil remportait la coupe du monde en battant la Suède en finale (5-2) qui évoluait à domicile. En 1978 au premier tour, les deux équipes faisaient match nul 1-1. En 1990, le Brésil gagnait un nouveau match (2-1) au premier tour. Enfin, en 1994, une double confrontation eut lieu. Au premier tour, les deux équipes se neutralisaient (1-1) avant de se retrouver dans une demi-finale qui fut favorable au Brésil (1-0).
| Date            | Lieu           | Match          | Score | Compétition                                  |
| 19 juin 1938    | Bordeaux       | Brésil - Suède | 4-2   | Coupe du monde 1938 (Match pour la 3e place) |
| 9 juillet 1950  | Rio de Janeiro | Brésil - Suède | 7-1   | Coupe du monde 1950 (Poule finale)           |
| 29 juin 1958    | Solna          | Suède - Brésil | 2-5   | Coupe du monde 1958 (Finale)                 |
| 30 juin 1965    | Solna          | Suède - Brésil | 1-2   | Match amical                                 |
| 30 juin 1966    | Göteborg       | Suède - Brésil | 2-3   | Match amical                                 |
| 25 juin 1973    | Solna          | Suède - Brésil | 1-0   | Match amical                                 |
| 3 juin 1978     | Mar del Plata  | Brésil - Suède | 1-1   | Coupe du monde 1978 (Groupe C)               |
| 22 juin 1983    | Göteborg       | Suède - Brésil | 3-3   | Match amical                                 |
| 16 juin 1989    | Copenhague     | Suède - Brésil | 2-1   | Match amical                                 |
| 10 juin 1990    | Turin          | Brésil - Suède | 2-1   | Coupe du monde 1990 (Groupe C)               |
| 28 juin 1994    | Pontiac        | Brésil - Suède | 1-1   | Coupe du monde 1994 (Groupe B)               |
| 13 juillet 1994 | Pasadena       | Brésil - Suède | 1-0   | Coupe du monde 1994 (Demi-finale)            |
| 4 juin 1995     | Birmingham     | Brésil - Suède | 1-0   | Match amical                                 |
| 26 mars 2008    | Londres        | Suède - Brésil | 0-1   | Match amical                                 |
| 15 août 2012    | Solna          | Suède - Brésil | 0-3   | Match amical                                 |

Bilan partiel
- Total de matchs disputés : 15
- Victoires de l'équipe du Brésil : 10
- Victoires de l'équipe de Suède : 2
- Match nuls : 3

### Suisse
Confrontations entre l'équipe du Brésil de football et l'équipe de Suisse de football :
| Date             | Lieu              | Match           | Score | Compétition                                |
| 28 juin 1950     | São Paulo         | Brésil - Suisse | 2-2   | Coupe du monde 1950 (Groupe A)             |
| 11 avril 1956    | Zurich            | Suisse - Brésil | 1-1   | Match amical                               |
| 21 décembre 1980 | Cuiabá            | Brésil - Suisse | 2-0   | Match amical                               |
| 19 mai 1982      | Recife            | Brésil - Suisse | 1-1   | Match amical                               |
| 17 juin 1983     | Bâle              | Suisse - Brésil | 1-2   | Match amical                               |
| 21 juin 1989     | Bâle              | Suisse - Brésil | 1-0   | Match amical                               |
| 15 novembre 2006 | Bâle              | Suisse - Brésil | 1-2   | Match amical                               |
| 14 août 2013     | Bâle              | Suisse - Brésil | 1-0   | Match amical                               |
| 17 juin 2018     | Rostov-sur-le-Don | Brésil - Suisse | 1-1   | Coupe du monde 2018 (Groupe E)             |
| 28 novembre 2022 | Doha              | Brésil - Suisse | 1-0   | Coupe du monde de football 2022 (Groupe G) |

Bilan
- Total de matchs disputés : 10
- Victoires de l'équipe du Brésil : 4 (40 %)
  - Plus large victoire : 2-0
  - Total des buts marqués : 12
- Victoires de l'équipe de Suisse : 2 (20 %)
  - Plus large victoire : 1-0
  - Total des buts marqués : 9
- Match nul : 4 (40 %)

Source
- www.fifa.com

## T

### Tanzanie
Confrontations entre le Brésil et la Tanzanie :
| Date        | Lieu         | Match             | Score | Compétition  |
| 7 juin 2010 | Dar es Salam | Tanzanie - Brésil | 1-5   | Match amical |

Bilan
- Total de matchs disputés : 1
- Victoires de l'équipe du Brésil : 1
- Victoires de l'équipe de Tanzanie : 0
- Match nul : 0

### Tchécoslovaquie
Le Brésil a rencontré cinq fois l'ex-Tchécoslovaquie en coupe du monde de football pour trois victoires et deux nuls. Les deux équipes se sont rencontrées deux fois lors de la coupe du monde 1938. En quart de finale, le score était de 1-1 après les prolongations. Comme les tirs au but n'existaient pas encore, le match était rejoué et le Brésil l'emportait 2-1. Une nouvelle double confrontation eut lieu lors du mondial 1962. Les deux équipes se neutralisaient au premier tour (0-0) avant de se retrouver en finale où le Brésil l'emportait 3-1. Enfin, au premier tour en 1970, le Brésil gagnait 4-1.
Confrontations entre le Brésil et la Tchécoslovaquie :
| Date             | Lieu           | Match                    | Score    | Compétition                                                    |
| 12 juin 1938     | Bordeaux       | Brésil - Tchécoslovaquie | 1-1 a.p. | Coupe du monde de football de 1938 (1/4 finale)                |
| 14 juin 1938     | Bordeaux       | Brésil - Tchécoslovaquie | 2-1      | Coupe du monde de football de 1938 (1/4 finale - Match rejoué) |
| 21 avril 1956    | Prague         | Tchécoslovaquie - Brésil | 0-0      | Match amical                                                   |
| 5 août 1956      | Rio de Janeiro | Brésil - Tchécoslovaquie | 0-1      | Match amical                                                   |
| 8 août 1956      | São Paulo      | Brésil - Tchécoslovaquie | 4-1      | Match amical                                                   |
| 2 juin 1962      | Viña del Mar   | Brésil - Tchécoslovaquie | 0-0      | Coupe du monde 1962 (Groupe C)                                 |
| 17 juin 1962     | Santiago       | Brésil - Tchécoslovaquie | 3-1      | Coupe du monde 1962 (Finale)                                   |
| 12 juin 1966     | Rio de Janeiro | Brésil - Tchécoslovaquie | 2-1      | Match amical                                                   |
| 15 juin 1966     | Rio de Janeiro | Brésil - Tchécoslovaquie | 2-2      | Match amical                                                   |
| 23 juin 1968     | Bratislava     | Tchécoslovaquie - Brésil | 3-2      | Match amical                                                   |
| 3 juin 1970      | Guadalajara    | Brésil - Tchécoslovaquie | 4-1      | Coupe du monde 1970 (Groupe C)                                 |
| 14 juillet 1971  | Rio de Janeiro | Brésil - Tchécoslovaquie | 1-0      | Match amical                                                   |
| 7 avril 1974     | Rio de Janeiro | Brésil - Tchécoslovaquie | 1-0      | Match amical                                                   |
| 17 mai 1978      | Rio de Janeiro | Brésil - Tchécoslovaquie | 2-0      | Match amical                                                   |
| 3 mars 1982      | São Paulo      | Brésil - Tchécoslovaquie | 1-1      | Match amical                                                   |
| 18 décembre 1991 | Goiânia        | Brésil - Tchécoslovaquie | 2-1      | Match amical                                                   |

Bilan partiel
- Total de matchs disputés : 16
- Victoires de l'équipe du Brésil : 9
- Victoires de l'équipe de Tchécoslovaquie : 2
- Match nul : 5

### Thaïlande
| Date            | Lieu    | Match              | Score | Compétition  |
| 23 février 2000 | Bangkok | Thaïlande - Brésil | 0 - 7 | Match amical |

Bilan
- Total de matchs disputés : 1
- Victoires de l'équipe du Brésil : 1
- Victoires de l'équipe de Thaïlande : 0
- Match nul : 0

### Tunisie
Voici la liste des confrontations entre l'équipe du Brésil de football et l'équipe de Tunisie de football :
| Date              | Lieu  | Match            | Score | Compétition  |
| 6 juin 1973       | Tunis | Tunisie - Brésil | 1-4   | Match amical |
| 27 septembre 2022 | Paris | Brésil - Tunisie | 5-1   | Match amical |

Bilan
- Total de matchs disputés : 2
- Victoire de l'équipe du Brésil : 2
- Victoire de l'équipe de Tunisie : 0
- Match nul : 0

### Turquie
Confrontations en matchs officiels entre le Brésil et la Turquie.
| Date             | Lieu             | Match            | Score | Compétition                              |
| 1er mai 1956     | Istanbul Turquie | Turquie - Brésil | 0-1   | Match amical                             |
| 3 juin 2002      | Ulsan            | Brésil - Turquie | 2-1   | Coupe du monde 2002 (groupe C)           |
| 26 juin 2002     | Saitama          | Brésil - Turquie | 1-0   | Coupe du monde 2002 (1/2 finale)         |
| 23 juin 2003     | Saint-Étienne    | Brésil - Turquie | 2-2   | Coupe des confédérations 2003 (Groupe B) |
| 5 juin 2007      | Dortmund         | Brésil - Turquie | 0-0   | Match amical                             |
| 12 novembre 2014 | Istanbul         | Turquie - Brésil | 0-4   | Match amical                             |

Bilan
- Nombre de matchs joués : 6
- Victoires du Brésil : 4
- Victoires de la Turquie : 0
- Matchs nuls : 2

## U

### Ukraine
Confrontations entre le Brésil et l'Ukraine :
| Date           | Lieu  | Match            | Score | Compétition  |
| 7 octobre 2010 | Derby | Brésil - Ukraine | 2-0   | Match amical |

Bilan
- Total de matchs disputés : 1
- Victoires de l'équipe du Brésil : 1
- Victoires de l'équipe de Ukraine : 0
- Match nul : 0

### URSS
Confrontations entre l'équipe du Brésil de football et l'équipe d'URSS de football :
| Date              | Lieu           | Match         | Score | Compétition                    |
| 15 juin 1958      | Göteborg       | Brésil - URSS | 2-0   | Coupe du monde 1958 (Groupe D) |
| 4 juillet 1965    | Moscou         | URSS - Brésil | 0-3   | Match amical                   |
| 21 novembre 1965  | Rio de Janeiro | Brésil - URSS | 2-2   | Match amical                   |
| 21 juin 1973      | Moscou         | URSS - Brésil | 0-1   | Match amical                   |
| 1er décembre 1976 | Rio de Janeiro | Brésil - URSS | 2-0   | Match amical                   |
| 15 juin 1980      | Rio de Janeiro | Brésil - URSS | 1-2   | Match amical                   |
| 14 juin 1982      | Séville        | Brésil - URSS | 2-1   | Coupe du monde 1982 (Groupe 6) |

Bilan
- Total de matchs disputés : 7
- Victoires de l'équipe du Brésil : 5
- Victoires de l'équipe d'URSS : 1
- Matchs nuls : 1

## V

### Venezuela
Confrontations entre le Brésil et le Venezuela :
|    | Date             | Lieu            | Match              | Score | Compétition                                                                    |
| -- | ---------------- | --------------- | ------------------ | ----- | ------------------------------------------------------------------------------ |
| 1  | 10 août 1969     | Caracas         | Venezuela - Brésil | 0-5   | Qualification CdM 1970                                                         |
| 2  | 24 août 1969     | Rio de Janeiro  | Brésil - Venezuela | 6-0   | Qualification CdM 1970                                                         |
| 3  | 31 juillet 1975  | Caracas         | Venezuela - Brésil | 0-4   | Copa América 1975                                                              |
| 4  | 13 août 1975     | Belo Horizonte  | Brésil - Venezuela | 6-0   | Copa América 1975                                                              |
| 5  | 8 février 1981   | Caracas         | Venezuela - Brésil | 0-1   | Qualification CdM 1982                                                         |
| 6  | 29 mars 1981     | Goiânia         | Brésil - Venezuela | 5-0   | Qualification CdM 1982                                                         |
| 7  | 28 juin 1987     | Córdoba         | Brésil - Venezuela | 5-0   | Copa América 1987                                                              |
| 8  | 1er juillet 1989 | Salvador        | Brésil - Venezuela | 3-1   | Copa América 1989                                                              |
| 9  | 30 juillet 1989  | Caracas         | Venezuela - Brésil | 0-4   | Qualification CdM 1990                                                         |
| 10 | 20 août 1989     | São Paulo       | Brésil - Venezuela | 6-0   | Qualification CdM 1990                                                         |
| 11 | 1er août 1993    | San Cristóbal   | Venezuela - Brésil | 1-5   | Qualification CdM 1994                                                         |
| 12 | 5 septembre 1993 | Belo Horizonte  | Brésil - Venezuela | 4-0   | Qualification CdM 1994                                                         |
| 13 | 30 juin 1999     | Ciudad del Este | Brésil - Venezuela | 7-0   | Copa América 1999                                                              |
| 14 | 8 octobre 2000   | Maracaibo       | Venezuela - Brésil | 0-6   | Qualification CdM 2002                                                         |
| 15 | 14 novembre 2001 | São Luís        | Brésil - Venezuela | 3-0   | Qualification CdM 2002                                                         |
| 16 | 9 octobre 2004   | Maracaibo       | Venezuela - Brésil | 2-5   | Qualification CdM 2006                                                         |
| 17 | 12 octobre 2005  | Belém           | Brésil - Venezuela | 3-0   | Qualification CdM 2006                                                         |
| 18 | 6 juin 2008      | Foxborough      | Brésil - Venezuela | 0-2   | Match amical                                                                   |
| 19 | 12 octobre 2008  | San Cristóbal   | Venezuela - Brésil | 0-4   | Qualification CdM 2010                                                         |
| 20 | 14 octobre 2009  | Campo Grande    | Brésil - Venezuela | 0-0   | Qualification CdM 2010                                                         |
| 21 | 3 juillet 2011   | La Plata        | Venezuela - Brésil | 0-0   | Copa América 2011                                                              |
| 22 | 21 juin 2015     | Santiago        | Brésil - Venezuela | 2-1   | Copa América 2015                                                              |
| 23 | 14 octobre 2015  | Fortaleza       | Brésil - Venezuela | 3-1   | Qualification Coupe du monde 2018                                              |
| 24 | 12 octobre 2016  | Mérida          | Venezuela - Brésil | 0-2   | Qualification Coupe du monde 2018                                              |
| 25 | 18 juin 2019     | Salvador        | Brésil - Venezuela | 0-0   | Copa América 2019 (gr. A)                                                      |
| 26 | 13 novembre 2020 | São Paulo       | Brésil - Venezuela | 1-0   | Éliminatoires de la Coupe du monde de football 2022                            |
| 27 | 13 juin 2021     | Brasilia        | Brésil - Venezuela | 3-0   | Copa América 2021 (gr. B)                                                      |
| 28 | 7 octobre 2021   | Caracas         | Venezuela - Brésil | 1-3   | Éliminatoires de la Coupe du monde de football 2022                            |
| 29 | 12 octobre 2023  | Cuiabá          | Brésil - Venezuela | 1-1   | Éliminatoires de la Coupe du monde de football 2026 : zone Amérique du Sud     |
| 30 | 14 Novembre 2024 | Caracas         | Venezuela - Brésil | 1-1   | Éliminatoires de la zone Amérique du Sud de la Coupe du monde de football 2026 |

#### Bilan
Au 21 octobre 2023 :
- Total de matchs disputés : 30
- Victoires du Venezuela:
- Matchs nuls : 5
- Victoires du Brésil :
- Total de buts marqués par le Venezuela : 10
- Total de buts marqués par le Brésil : 94

## Y

### Yougoslavie
Confrontations entre le Brésil et la Yougoslavie
| Date              | Lieu                  | Match                   | Score | Compétition                    |
| 14 juillet 1930   | Montevideo            | Yougoslavie - Brésil    | 2-1   | Coupe du monde 1930 (Groupe B) |
| 10 août 1930      | Rio de Janeiro        | Brésil - Yougoslavie    | 4-1   | Match amical                   |
| 3 juin 1934       | Belgrade              | Yougoslavie - Brésil    | 8-4   | Match amical                   |
| 1er juillet 1950  | Rio de Janeiro        | Brésil - Yougoslavie    | 2-0   | Coupe du monde 1950 (Groupe A) |
| 19 juin 1954      | Lausanne              | Yougoslavie - Brésil    | 1-1   | Coupe du monde 1954 (Groupe A) |
| 25 juin 1968      | Belgrade              | Yougoslavie - Brésil    | 0-2   | Match amical                   |
| 17 décembre 1968  | Rio de Janeiro        | Brésil - Yougoslavie    | 3-3   | Match amical                   |
| 19 décembre 1968  | Belo Horizonte        | Brésil - Yougoslavie    | 3-2   | Match amical                   |
| 18 juillet 1971   | Rio de Janeiro        | Brésil - Yougoslavie    | 2-2   | Match amical                   |
| 2 juillet 1972    | São Paulo             | Brésil - Yougoslavie    | 3-0   | Match amical                   |
| 13 juin 1974      | Francfort-sur-le-Main | Brésil - Yougoslavie    | 0-0   | Coupe du monde 1974 (Groupe B) |
| 26 juin 1977      | Belo Horizonte        | Brésil - Yougoslavie    | 0-0   | Match amical                   |
| 30 avril 1986     | Recife                | Brésil - Yougoslavie    | 4-2   | Match amical                   |
| 14 novembre 1989  | João Pessoa           | Brésil - Yougoslavie    | 0-0   | Match amical                   |
| 30 novembre 1991  | Varginha              | Brésil - Yougoslavie    | 3-1   | Match amical                   |
| 23 décembre 1994  | Porto Alegre          | Brésil - RF Yougoslavie | 2-0   | Match amical                   |
| 23 septembre 1998 | São Luís              | Brésil - RF Yougoslavie | 1-1   | Match amical                   |
| 27 mars 2002      | Fortaleza             | Brésil - RF Yougoslavie | 1-0   | Match amical                   |

Bilan
- Total de matchs disputés : 18
- Victoires de l'Équipe du Brésil : 9
- Victoires de l'Équipe de Yougoslavie : 2
- Matchs nuls : 7

## Z

### Zaïre
Confrontations entre le Brésil et le Zaïre :
| Date         | Lieu          | Match          | Score | Compétition                    |
| 22 juin 1974 | Gelsenkirchen | Zaïre - Brésil | 0-3   | Coupe du monde 1974 (Groupe 2) |

Bilan
- Total de matchs disputés : 1
- Victoires de l'équipe du Brésil : 1
- Victoires du Zaïre : 0
- Match nul : 0

### Zambie
| Date            | Lieu  | Match           | Score | Compétition  |
| 15 octobre 2013 | Pékin | Zambie - Brésil | 0 - 2 | Match amical |

Bilan
- Total de matchs disputés : 1
- Victoires de l'équipe du Brésil : 1
- Victoires de l'équipe de Zambie : 0
- Match nul : 0

### Zimbabwe
| Date        | Lieu   | Match             | Score | Compétition  |
| 2 juin 2010 | Harare | Zimbabwe - Brésil | 0 - 3 | Match amical |

Bilan
- Total de matchs disputés : 1
- Victoires de l'équipe du Brésil : 1
- Victoires de l'équipe du Zimbabwe : 0
- Match nul : 0